# 刃牙シリーズの登場人物
刃牙シリーズの登場人物（バキシリーズのとうじょうじんぶつ）では、板垣恵介の漫画『グラップラー刃牙』シリーズ、およびその派生作品に登場する架空の人物について説明する。
- 声優の表記は「TVアニメ第1作版 / 1994年OVA版 / BeeTV版 / 2016年OAD版 / TVアニメ第2作・第3作版」。それ以外のものは別途表記。表記がない場合は声の出演なし。声優名が一つのみの場合は特筆の無い限りTVアニメ第1作版の声優である。

## 主要人物
範馬刃牙（はんま バキ）
声 - 菊池正美 / 山口勝平 / KENN / - / 島﨑信長
【トータル・ファイティング】
主人公。地下闘技場のチャンピオンとして君臨する高校生。父・勇次郎の打倒を目指している。詳細はリンク先を参照。
範馬勇次郎（はんま ゆうじろう）
声 - 乃村健次 / - / 小山力也 / - / 大塚明夫 / 中嶋比呂嗣（バキ最強列伝） / 堀秀行（餓狼伝 Breakblow）
【戦場格闘技】
刃牙の父親。「地上最強の生物」「鬼（オーガ）」と呼ばれる。詳細はリンク先を参照。
愚地独歩（おろち どっぽ）
声 - 麦人 / 飯塚昭三 / 同左 / - / 菅生隆之
【神心会空手（愚地流空手）】
神心会空手の創始者。「武神」「虎殺し」「人食いオロチ」「人間凶器」など数々の異名を持つ強者。詳細はリンク先を参照。第1話から登場。主役のスピンオフがある。
花山薫（はなやま かおる）
声 - 中田雅之（少年時代 - くまいもとこ） / - / - / - / 江口拓也
【素手喧嘩】
10代の若さで暴力団花山組組長となった、日本一の喧嘩師。詳細はリンク先を参照。幼年編から登場。主役のスピンオフがある。
烈海王（れつ かいおう）
声 - 安井邦彦 / - / 梁田清之 / 同左 / 小山力也
【中国拳法（白林寺）】
中国4000年の歴史上でも最強と名高い拳雄。詳細はリンク先を参照。最大トーナメント編から登場。主役のスピンオフがある。
愚地克巳（おろち かつみ）
声 - 藤原啓治（少年時代 - 前川優子） / - / - / 咲野俊介 / 川原慶久
【神心会空手】
独歩の養子。「空手界の最終兵器（リーサルウェポン）」の異名を持つ。詳細はリンク先を参照。最大トーナメント編から登場。
ビスケット・オリバ
声 - 屋良有作 / - / - / - / 大塚芳忠
【怪力】
刑務所の囚人でありながら世界一自由に生きる、通称「ミスター・アンチェイン」。詳細はリンク先を参照。最凶死刑囚編から登場。
本部以蔵（もとべ いぞう）
声 - 小室正幸 / - / 宝亀克寿 / - / 稲葉実
【本部流柔術】
どこの流派にも属さず独自に超実戦柔術を追求し続ける人物。年齢は最大トーナメント時で50歳。武術界においても名を知られた人物であり、多くの空手家を破壊したと言われる。技術に関する知識は豊富で、他の格闘家同士の対戦で繰り出される多くの技や奥義の数々を補足説明する。道場を構えており、作中では弟子が何人か登場している。彼の柔術とは戦国時代まで遡る戦場格闘技であり、素手に限定されないあらゆる古武器を用いる。
かつて勇次郎と立ち合い、一指も触れることができずに敗れたことから、打倒勇次郎を目指して様々な格闘技と対戦、本部流実戦柔術を開発した。腕を上げ勝算があると見て再び勇次郎に挑み、その打撃を全て見切るも温存していた勇次郎の「背」の力で逆転され再び敗北した。
最大トーナメント編では、一回戦で力士の金竜山に完敗を喫する。
最凶死刑囚編において、死刑囚最後の一人・柳龍光と相対し、武器や環境を駆使し圧倒的な強さで粉砕する。同時期に作者が連載していた「ヤングマガジンアッパーズ」の巻末に「本部が強くて何が悪い」とのコメントも寄せられ、実戦派格闘家としての能力が再評価された。また、本部が柳龍光を圧倒した理由について作中では「柳が武器に依存しすぎたため」と語られており、日本刀・鎖分銅・鎌など武器を使いながら、精神性の違いを見せ付けた。
『刃牙道』では主要人物に昇格。他の格闘家と同様に新たな敵の誕生を予感し山籠もりを行う。その後、強敵の正体が宮本武蔵と知った本部は、古来柔術を修めるがゆえに武蔵が近代の武術家とは次元が違う危険な存在であることを察知。武蔵と戦えば敗北を通り越して死すこともあり得る他の武術家を「守護りたい」という発想に行きつく。まずは武蔵と対戦が決まった烈海王の前に現れ、試合を阻もうとした。烈と克巳を驚かせる実力を見せつけるも、郭海皇の不意打ちを喰らって失神してしまい、烈と武蔵の対戦を止められず、烈を斬殺されてしまう。烈の守護に失敗したことで、より一層「守護りたい」と強く決意するようになる。まず武蔵と戦いたい刃牙に、煙幕で隙を作って背後から匕首を突き付け、武蔵と戦うことの何たるかを叩き込む形で初めて「守護る」を成功させた。続いて勇次郎に「心配しなくていいんだ、君のことは俺が守護る」と表明したことで激怒した勇次郎から殺意を露わにされるが、再び煙幕弾を使って逃走し、怒りをぶつける相手を失った勇次郎に地団駄を踏ませた。この「守護」が裏目に出て、勇次郎は武蔵と戦いに行ってしまうが、戦いの途中で乱入して、服の下に防具を着込んだ自身の体を盾にして武蔵の一撃から勇次郎を「守護る」ことで試合を止めることに成功する。光成には自分だけが武蔵に挑む資格があると力説し、なんとか認められる。さらに武蔵に挑もうとするジャックをも守護しようとする姿勢を見せ、公園での戦いであらゆる武器術を使い、最終的にはジャックの生殺与奪を握って完勝し、範馬親子3人全てを「守護り終えた」。その後、武蔵とピクルの対戦ではピクルが武蔵に脅えて逃げ出したあげく「守護ってくれ」と言わんばかりに縋り付いたことでついに武蔵との対戦が決まる。
条件は一対一・ルール無・武器有。あらゆる仕込みで挑むも、ほとんど武蔵には効果がなく、ついには服の下の防具を斬撃で貫通され、骨折などの大ダメージを受ける。だが、自分の体がどれだけ壊されたのかを把握しながらも食い下がり、不自由ながらもとりあえず動かせる片腕と口を使った裸絞で逆転辛勝。これによって武蔵を「あまりに強すぎるがために、対等に渡り合える者が誰もいない孤独」から「守護った」。試合後、一見すると激戦であったこの戦いが武蔵にとってはただの「練習試合」に過ぎないことを明かすが、それでも武蔵からは本心から勝者と認められた。
本人は「素手での実力では刃牙が120点とすれば本部自身はよくて80点に過ぎない」と語っているが、総合させた実力には自信を持っており、「武器を使えば300点は超えるだろう」と自己評価している。また、ガイアの戦場格闘術の師であることが判明した。勇次郎や武蔵も、本部の修めた武器術を評価しつつ、現代ではまるで使い道がないとも語っている。
渋川剛気（しぶかわ ごうき）
声 - 中博史 / - / - / - / 島田敏
【渋川流合気柔術】
実戦合気柔術の達人。「近代武道の最高峰」「武の体現」など数多くの異名をもつ生きる伝説。1926年生まれ、75歳。身長155cm、体重47kg。警視庁にて逮捕術の指導員を務める。普段飄々とした気さくな好々爺であるが、エキサイトすると生来の好戦的な性格を露にする。
小柄かつ老齢でありながら、力の流れを利用することにより、相手の力に自分の力を加えそのまま返すカウンター技である合気や、己の何倍もの巨体の相手すら軽々と宙に浮かせ地面に叩き付ける投げ技で華麗に戦う。握手したり、相手の足の甲を足指で抑えるだけで、相手の身動きを封じることができる。その他にも頭突き・足刀などの打撃や、喉元を指一本で突き気絶させる、顔面にある涙穴を水で刺激し相手を溺れた状態にするなどの秘技も扱う。本部曰く従来の合気道家が“お約束”の場でしか合気を使用できなかったのに対し、渋川は史上初めて合気を実戦レベルにまで究めたという。
若い頃は護神流合気柔術開祖の御輿芝喜平の弟子だった。39歳の時に師匠に挑み、御輿芝を気圧し柔術ではなく刀を使わせ、振るった刀を自らの背中に受けそれをもって「免許皆伝」として渋川流を立ち上げた。かつて柳龍光との戦いにより左目を失い、義眼となっている。
最大トーナメントでは1回戦のロジャー・ハーロン、2回戦の鎬昴昇、共に格の違いを見せつけ圧勝した。準々決勝の愚地独歩との戦いでは独歩の攻撃をことごとく跳ね返すも独歩の殺気を完全に消した「菩薩の拳」は捌けずダウンを食らう。そして互いに死力を振り絞った最後の激突で、紙一重で渋川が勝利をおさめた。
準決勝のジャック・ハンマー戦直前、師・御輿芝がかつて語った「真に護身を身に付けた者であれば、もはや技術すら必要とせず、そもそも危機に近づくことすらできない」という「真の護身」に開眼する。しかし渋川は、あえて勝ち目のない戦いを拒否する体に従うことをせず、ジャック・ハンマーとの準決勝に臨んだ。そして足を負傷しながら正座での合気でジャックを投げ飛ばすという絶技も見せたが、人の限界を超えたジャックの前に敗北。
最凶死刑囚編では因縁の柳龍光と再び対決することになり、刃牙とタッグを組んで追いつめるが逃してしまう。ビスケット・オリバとも手合わせをし、オリバの作中トップクラスの怪力をも合気で完全に封じ込め何もさせなかった。その後、柳に果たし合いを挑むが、その前に本部と勇次郎に柳を倒されてしまった。
神の子激突編ではマホメド・アライJr.に一度は敗北を喫するも再戦時には勝利。Jr.に敗れたのは、彼の戦法があまりにもクリーンファイトであったため。
ピクル編では、ピクルに着目をしていたが、対戦シーンなどはない。『刃牙道』では、宮本武蔵のもとに行き、握手を装った合気技で一矢報いるが、活火山のごとき圧に気おされ、見えない太刀に斬られる。『バキ道』では、大相撲大関巨鯨と試合を行い勝利。この際、十代の学生であったころは柔道家であり、合気柔術の奥深さを知り転向したことが語られている。
モデルは塩田剛三。作者の板垣は塩田との親交があり、実際に接したときに感じた怖さや速さ、技などの記憶を元にキャラクターを作ったという。なお、塩田剛三の本が刃牙の書架に存在している。
ジャック・ハンマー（ジャック範馬）
声 - 坂口候一 / - / - / - / 三宅健太 / 玄田哲章 （パチンコ版）
【ピット・ファイティング】
勇次郎の息子であり、刃牙の異母兄。身長193cm、体重116kg。カナダ出身のケンカ屋。刃牙同様、身体に無数の傷がある。坊主頭。背中の「鬼の貌」は見られない。
勇次郎が16歳の時にベトナムで出会ったジェーンが、獄中で出産した子供。母の無念（己の身体を盾として勇次郎に利用され、戦士としての生き方を全うできなかった）を心に引き摺っており、刃牙と同じく勇次郎超えを最大の目標とする。強さへの執念は狂気的なほどで、限界を超えた量を投与する異常なドーピングと、「日に30時間の鍛錬」と語るほどの常識はずれのトレーニングを重ねており「今日強くなれるならば明日はいらない」と公言する。
かつてはオーバーワークのあまりやせ細って貧弱な体躯であったが、周囲の忠告にも「あの男を超えるには常識的なトレーニングでは無意味」として耳を貸さなかった。しかしある時人体改造の科学者のジョン博士と出会い、彼による狂気のドーピングを受け入れ、生まれ変わったかのように人知を超えた肉体を得た。ドーピングによる強靭な肉体を手に入れた後は椰子の実を齧り取るほどの咬筋力による噛みつき（バイティング）が最大の武器。勇次郎同様、北極熊を素手で倒している。
キャリア一切不明で最大トーナメントに出場し、ダークホースとして並み居る強豪を倒していく。ジルバ、三崎、ガーレン、渋川を相手に連戦連勝し、命を捨てたステロイド・パワーで最大トーナメントを勝ち上がるも、紅葉にはドクターストップをかけられるほどの危険な状態にあった。そして決勝でジャック範馬を名乗り、弟の範馬刃牙と優勝を争う。薬物の副作用で嘔吐し、筋肉が精髄と化して逆に痩せ細るという壮絶な状態となり、刃牙を追い詰めるが、刃牙の「鬼の貌」に敗北する。戦いを終え傷ついた刃牙がチャンピオンベルトを持てない状態の時に優しく手を差し伸べた。直後、父勇次郎に挑戦するが、得意の噛み付き技で軽く上回られた上に顎と歯を砕かれ、瞬殺完敗する。
最凶死刑囚編では鎬紅葉に骨延長手術を施され、身長を20cm伸ばす。ここでも狂気的な執念を見せ、常人ならば1か所でわずかに行うだけでも毎夜の圧痛に耐えかねて手術を中断することが多いものを、両手両足の4か所で同時に行い完遂する。死刑囚シコルスキーと地下闘技場で戦うが、シコルスキーを全く寄せ付けないためジャックの試合は中断となり選手交代するという有様であった。
神の子激突編ではマホメド・アライJr.と戦い、圧勝する。
野人戦争編では、弟刃牙に抜け駆けする形で、克巳を倒したピクルに挑む。顔の一部を食べられつつ、お返しとばかりにピクルの耳を食いちぎる。そのことがピクルの逆鱗に触れ、白亜紀時代の本来の動きを取り戻したピクルに瞬殺される（顎を粉々に粉砕された）。しかし、意識を失いながらも温存していた中指一本拳による起死回生の反撃をピクルに見抜かれたことで捕食を諦めさせ、執念の「ファックユー」を示す。病院で意識を取り戻すと、抜け出して再びピクルに戦いを挑み、野生ではありえない不自然な事態にピクルを恐怖させるが、力及ばず返り討ちに遭う。それでもなお三度目の戦いに挑もうとするが、二敗目で気を失っている間に保存食として丁寧に扱われていた（＝完全に生殺与奪を握られていた）ことを刃牙に告げられて、屈辱と完敗を認める。ピクルに負けたことについて、勇次郎からは「血が薄い」と酷評され、刃牙に劣るとみなされている。親子喧嘩編では、弟と父の戦いを観戦しつつ悔しさに苛まれていた。
『刃牙道』では、さらなる骨延長手術で身長243cmを達成。あらゆる敵を見下ろす自負と共に、宮本武蔵に戦いを挑もうとする。しかし、守護ると称した本部の兵法に翻弄されて重傷を負い、挑戦権を手放すこととなった。
『バキ道』では、失った歯を全てチタン合金製の義歯に変え、噛みつきの道を極め「嚙道」と命名した。宿禰に勝利し、地下闘士たちに宣戦布告をし、そのまま『刃牙らへん』では主人公格を務め、勇次郎からも認められる。
スピンオフ『バキ外伝 ガイアとシコルスキー〜ときどきノムラ 二人だけど三人暮らし〜』にも登場。
徳川 光成（とくがわ みつなり）
声 - 楠見尚己 / 龍田直樹 / 納谷六朗 / 中務貴幸 / 麦人
徳川家十一代目当主の小柄な老人。地下闘技場の支配人で、「地下闘技場場長」「地下闘技連会長」の肩書でも呼ばれる。世界トップクラスの財力を誇る日本最後の大物で、現役の総理大臣さえも畏まり恐縮するほどの傑物。政治の場ではフィクサーとしての権力を見せ、無邪気で闊達としていながらも人間的に熟達している。
強者を見聞することが何よりも大好きで、その渇仰のためなら自らの命さえも惜しまない。頭の中には世界中の格闘技者の情報が入っていると自負する。
そもそも地下闘技場とは、300年前元和偃武に伴って戦いという自己表現を失った武芸者のために、徳川家光が腹心徳川頼房の子・徳川光圀に命じ、後楽園に造らせた闘技場の後継である。光圀は闘技場の充実のため、日本各地の武芸者をスカウトしに水戸黄門で知られる諸国漫遊の旅を行った。しかし文明開化の影響で明治22年決闘罪が制定。しかし光成の父光信は治安維持を理由に法を黙認させる。愚地独歩が若かりし頃は後楽園の地下、現在の地下闘技場は光成が東京ドームの地下に建設費協力を条件に増築したものである。
幼年編の終盤にて、ディクソンから地下闘技場の情報を得て訪問に来た刃牙を、ファイターとして迎えた。以降は長い付き合いとなっている。
最強死刑囚編では、5人の死刑囚の脱獄をシンクロニシティと表現し、地下闘士5人と対面をさせた。
親子喧嘩編の序盤にて、重度の癌に蝕まれていたことが勇次郎の観察眼によって判明する。しかし闘病を勧める紅葉を一蹴し、「闘いたい者それぞれに相応しい好敵手を引き合わせる」という自らに課せられた天命を全うすべく、栗谷川にマッチメイクを委託する。そして、刃牙の要望を受けていずれ起こる地上最強の親子喧嘩で一般市民が巻き添えで怪我などしないように首相を動かし警察や自衛隊などを動員する手はずを整える。そして遂に始まった地上最強の親子喧嘩では、戦いの様子が生放送中のニュース番組で取り上げられ、地下闘技場や勇次郎・刃牙親子の存在を噂程度で知っていた群集がそれを見て、「今すぐ行けば、まだ見れる。今すぐ行けば、まだ間に合う」と現場に大挙して駆けつけたことで、事前の手配が事実上無に帰すものの、首相にそのまま親子喧嘩を続けられるよう話をつけた。そして両者の戦いが終わった時に彼を見た勇次郎の目に入ったのは、癌の病巣1つすらない、完全に治った健康体の光成だった。
『刃牙道』ではファイターたちの対戦相手として、剣豪宮本武蔵のクローン蘇生を試みる。紆余曲折を経て、武蔵は現世によみがえり、光成は現代では居場所のない武蔵の対戦相手を提供することを約束する。
キャラクターの原型は板垣のデビュー作である『メイキャッパー』に登場した新栄食品株式会社の社長。

## グラップラー刃牙

### 地下闘技場編
愚地独歩（おろち どっぽ）
【神心会空手（愚地流空手）】
詳細はリンク先を参照。
愚地 夏恵 （おろち なつえ）
声 - 水原リン / - / - / - / 伊倉一恵
独歩の妻。実子はおらず、克巳を養子に迎えている。夫を「私のスーパーマン」と信頼しているが、一方で傷つく彼を気にかけている。良妻賢母で独歩も克巳も頭が上がらない。最凶死刑囚編でドリアンの襲撃を受けた後しばらく登場しなかったが、野人戦争編で再登場し、無事なことが判明した。克巳のために一番大切な人を呼んだが、克巳からは"たった一人の母親"と言われ、涙を浮かべる。
加藤 清澄（かとう きよすみ）
声 - 室園丈裕 / 田中和実 / 吉野裕行 / - / 勝杏里
【神心会空手】
「神心会のデンジャラス・ライオン」の異名を持ち、目突きや急所攻撃といった危険技を好んで使用する。型やルールに囚われた空手に嫌気がさしたことから神心会を脱会し、裏社会に身を投じていた。その中で拳銃や日本刀で磨かれた喧嘩空手を体得する。独歩の誘いで神心会に復帰し、地下闘技場選手となった。同期の末堂を倒した地下闘技場チャンピオンの刃牙に対抗心を抱く。
師である独歩への尊敬心は篤く、一番の師匠思いを自称している。一匹狼を気取る一方で、末堂厚や花田純一とは気が合うらしく、特に花田を「親友」と呼んでいる。最大トーナメント編ではライバル心を持っていた刃牙とも気安く話すシーンがある。
最大トーナメント戦に花田を下し参戦するも、夜叉猿Jr.に全く歯が立たずに敗北。克巳に対して「坊ちゃん空手」と対抗心を燃やしていたが、克巳が夜叉猿Jr.を簡単に倒したことで、刃牙・克巳と自分の間には歴然たる実力差が開いている事実を理解させられることとなった。
最凶死刑囚編では克巳に釣り道具を利用した即興の暗器を作るなど黒格闘を伝授した。だがそのような姿勢を独歩からは邪道と叱咤されてしまう。その後ドリアンの隠れ家に罠と気づかず侵入し、戦いを挑む。ビール瓶を用いた喧嘩空手でドリアンにある程度のダメージを与えるも、格闘術も凶器の扱いもドリアンの方が勝っている上に、催眠術までくらい、惨敗を喫する。さらにドリアンによって神心会道場内のサンドバッグ内に詰め込まれ、瀕死の状態で発見された。神心会は加藤の仇を討つべく、5万人の人海戦術でドリアンを包囲する。遊園地でのドリアン戦の決着の間際、病院から意識のない状態のまま遊園地まで運ばれ、闘争本能のみでドリアンに襲い掛かり、敗北を認めさせるに至った。
その後は『野人戦争編』にてダンベルを持っている所を確認されている。『バキ道』では独歩やガイアと組手をしており、格闘者として復帰している様子。
名前は作者の自衛隊時代の先輩からとられている。
末堂 厚（すえどう あつし）
声 - 永野善一 / 戸谷公次 / 石井康嗣 / - / 乃村健次
【神心会空手】
フルコンタクト系空手全国一を争う「リアルファイトトーナメント空手道選手権大会」にて三連覇を達成した全日本王者。身長205cm、体重130kg。ベンチプレスで270kgを持ち上げ、100mは裸足で11秒を切る驚異的な身体能力を誇る。この他にも、蹴り一発でで遊園地のコーヒーカップを破壊したり、3分でレスラーを二度とステーキが食べられない状態まで追い込んだりしている。気性がきわめて荒く、目上の人物である神心会の師範を全く尊敬しておらず、会長の独歩にまで反抗的な態度を取る。戦いの時は激情しているのがほとんどだが、本当に強いのは冷静な状態に返った時であり、怒りが頂点に達するとこの状態になる。
本シリーズにおいて主人公・刃牙が最初に対戦した相手である。空手大会に参戦した刃牙と決勝戦で対戦し、テンプレートの装着、顔面殴打まで解禁したラフファイトで闘うも敗れる。勇次郎と独歩の試合では、窮地に立たされた独歩を見て勇次郎に殴りかかるが、一撃で倒された。最凶死刑囚編では加藤の仇討ちも兼ねてドリアンに遊園地での戦いを挑む。三戦を駆使してドリアンに一撃喰らわせるも、走行中のジェットコースターから突き落とされて敗北する。その後しばらく登場しなかったが、『野人戦争編』では指導員の立場で門下生に稽古をつけたり、ピクルと戦う克巳を率先して応援する姿が見られる。
外伝『ゆうえんち』では、もともといじめられっ子だったが、神心会元師範多久磨法丸に鍛え上げられたとされる。
モデルは空手家の八巻建志と作者が発言している。
ドクター
声 - 永野善一
地下闘技場のファイターを治療する老医師。視神経の切断ですら冗談を言いながら治療ができる技術を持ち、光成曰く「世界一の医者」。
松尾（まつお）
声 - 小野健一
地下闘技場の案内人。
鎬 昴昇（しのぎ こうしょう）
声 - 中田和宏 / 塩沢兼人 / 草尾毅 / - / 山崎たくみ / 子安武人（パチンコ版）
【鎬流空手】
「紐切り鎬」の異名を持つ空手家。身長177cm、体重81kg。手足の指を鍛え上げることによって手刀足刀、貫き手を「斬撃」と呼ばれるほどの切れ味に昇華させている。この斬撃によって相手の神経を切断する技「紐切り」を得意としており、異名もそれに由来する。
師の技術を極め、鎬流として独立した。スペインのサン・フェルミン祭にて、戦う相手に渇望していた鎬は、牛を紐切りで倒したことを見初めた徳川にスカウトされ地下闘技場選手になる。その後裏社会でしか存在し得ない異端の空手家として刃牙と対戦、驚異のスピードで放たれる紐切りで片目の視力を奪い一時は圧倒する。しかし紐切りの際、指を神経にかける一瞬だけ貫き手の動作が止まるという弱点を見破られ敗北した。
その後、最大トーナメント編で再登場。改良型の紐切りと古流殺法「眼底砕き」を体得、最大トーナメントに挑んだ。トーナメント初戦で実兄である紅葉と激突。幼少の頃から心身ともに優れたものを持ち合わせた兄に対してコンプレックスを抱いていたが、意地と根性で圧倒して克服。紅葉の攻撃を全て受けきって追い詰める勝利を飾り、他者の試合中に乱入した勇次郎の背後に難無く接近、直後に繰り出された裏拳を余裕でかわすほどの急成長を遂げる。二回戦の渋川剛気には苦戦を強いられることになり、片手を犠牲に「兄弟には使用えぬ技」眼底砕きを炸裂させるが、渋川の「義眼」を潰したにとどまり歴然とした経験の差を見せ付けられ敗退した。
続く最凶死刑囚編では、空手家として神心会に技を教えている。実力の向上に自信をつけた昂昇は、「今のわたしなら烈海王にだって勝てる」と自負し、最凶死刑囚の一人であるドイルを襲撃する。さらに磨きがかかった斬撃技の数々でドイルを終始圧倒したものの、試合やクリーンファイトなどは全く考慮に無いドイルの戦法を見抜けず、胸部に仕込まれた爆薬を顔に受け敗北を喫した。その後はしばらく登場しなかったが、後に再登場している。「野人戦争編」でも列海王よりも早くピクルのいる建物に侵入している。『刃牙道』ではトレーニングに勤しんでいるらしいということや、武蔵との戦い前の刃牙の心境を聞かされている。また、弟子をとったようである。
『刃牙らへん』にて、ジャック範馬との地下試合をマッチングされる。先んじて、愚地独歩や花田純一と組手を演じた。ジャック戦は両者流血する凄惨な試合運びとなり、降参を拒否して紐切りをくらわせたところに反撃を受け、ジャックの両視力を奪うものの、力尽きて負けとなる。噛道とジャックを称賛した。
外見上のモデルは当時作者がファンだったロックバンド「X」のYOSHIKI。細身で化粧をしたような中性的な美青年として描かれており、一般読者を引き付ける目的があったという。長髪で黒い道着姿は作者が昔テレビで見たという不気味な空手家のイメージで、とても怖くて強そうに見えたと語っている。
紐切り
相手の体内に鍛え上げられた指を突き刺し神経を切断する技。最大トーナメント編では、逆手に構えた貫き手を回転させることで神経を引き千切る改良型「新・紐切り」が登場する。
この技で顎のカドの裏側にある、視神経につながる神経を引き千切ることで相手の視力を奪うこともできる。作者は「専門家に話を聞いて作った、でたらめではなく裏づけのある話」と解説。
紐切りのアイディアは「ピアスの穴から出ていた白い糸を引っ張ったら、眼が見えなくなった」という噂話から着想した語っている。

鎬 紅葉（しのぎ くれは）
声 - 宮本充（少年時代 - 前田ゆきえ） / - / 古川登志夫 / - / 成田剣
【医療格闘術・アスリート】
医師兼格闘家。別名「スーパー・ドクター」。身長184cm、体重131kg。血液型はAB型。普段は端正な顔立ちと紳士的な振る舞いで女性看護師たちの人気の的になっている優男だが、屈強な「超肉体」を持つアスリートの一面を持つ。その「筋肉の要塞」と称される極限まで鍛え上げられた肉体は、ヘヴィ級ボクサーの瞬発性、スプリンターの機動性、アマチュアレスラーの柔軟性、マラソンランナーの持久性の全てを兼ね備えると自負。その超肉体と、医師として培った技術を応用した格闘術をもって戦う。
鎬昴昇の実兄であり、口はばからず彼を馬鹿にするかのような発言をするが、内実かけがえのない弟として溺愛している。
医師としては日本中の同業者にその名が知られている医学界の権威で、地下闘技場のドクターも彼を知っていた。しかしその素顔は、人の痛みを何とも思わない冷酷な医者（アニメ版では無免許医という設定も追加）であり、膨大な数の犠牲者を伴う人体改造を「治療」として巧妙に隠すことによって人体を研究していた。人体改造の実験台とされてしまった大勢の犠牲者の前でも「君たちは医学界の功労者で、君たちの犠牲により結果的に数多くの患者を救うことができた」と悪びれもせず言い放つ。
地下闘技場で刃牙と対戦。その医学を応用したトリッキーな攻撃と、相手の体内にある水分を振動させ内部からダメージを与える技「打震」で刃牙を大いに苦しめ、勇次郎をも唸らせたが、刃牙が繰り出した剛体術によって敗北。胃を破られ地獄の苦しみを味わう姿に刃牙を応援に来た紅葉の被害者たちは怖気づくが、その中の少女・康子は紅葉の、被害者の実験から身に着けた技術で何十倍の人間が助かっているという言葉を受け取り、「今度は自分たちを役立ててほしい」という言葉により輸血を受けることができ、救われた。
最大トーナメント編では弟の昂昇を他人に傷つけられたくなく、徳川に頼み一回戦にて兄弟対決を行った。しかし「兄を乗り越える」という弟の執念は彼の技を全て受けきらせ、その執念の前に「偉大な弟よ」と強く抱きしめ、敗北を認めた。勇次郎の乱入のときでは、すでに敗退した選手たち8人と共に勇次郎を倒そうとしたが、自分以外の全員があっさり返り討ちに会うのを見て戦意喪失。かつて握力勝ちした経験から「そそられていた」と勇次郎からアプローチをかけられ恐れて後退していたところを、弟・昂昇に助けられる。
またトーナメントではジャック・ハンマーが薬物で死に瀕していることを見抜いており、ドクターストップのために試合に乱入さえした。2部以降ではジャックに骨延長を施している。
以降は、怪我をした格闘家を治療するためにしばしば登場する。ジャックの周辺に加え、癌を患っている徳川光成の主治医的な立場でも登場している。しかし闘技者としての面も以前持っており、『刃牙道』でトレーニングをしている姿も確認されている。ベンチプレスの最高記録は『バキ道』時点で400弱とされる。
『バキ外伝 -疵面 スカーフェイス-』では、銃撃された花山の脳から弾丸を抜く手術を手がけた。その他、痛風の治療と称して登倉竜士に対し何らかの実験を行っていたことが仄めかされている。
本部以蔵（もとべ いぞう）
【本部流柔術】
主要人物を参照。
マウント斗羽（マウント とば）
声 - 島香裕 / - / 石塚運昇 / - / -
【プロレスリング】
本名は斗羽正平（とば しょうへい）。身長209cm、体重150kg。30年間に渡って第一線で王道プロレスを行い続けている日本プロレス界の象徴。しかしその内実は圧倒的な体力と超一流のテクニックを兼ね備えた実力派の格闘士である。眼力には確かなものを持つ刃牙ですらこの事実は見抜けず、本気を出した斗羽の実力に予想外の苦戦を強いられた。全身の筋肉に血液を流入させ驚異的なパンプアップを図ることができる。地下闘技場編ではプロレスの強さを証明するために花田を路上で倒して出場。最大トーナメント編ではリザーバー（補欠選手）として出場した。ただその重量から膝など体への負担は限界ぎりぎりで、刃牙戦、烈戦の両方でそこを付け込まれ敗れている。
アメリカではジャイアント・デビルと呼ばれ蛮勇を奮ってきたプロレスラーだったが、師である力剛山が極道に殺されたことによって、師の「明るく楽しいプロレス」を引き継ぐ一方「プロレスラーは喧嘩では絶対に負けてはいけない」という信念を持つに至る。ただ格闘士の本能として、「一度だけ全力で戦いたい」という思いがあり、それが選手としての出場を決意させた。
その一方で、「（巨体過ぎる自分には）プロレスしかない」と自分の境遇を複雑に思っている一面もあり、プロレスラーとして大成する過程で、教師や画家などの様々な夢を捨ててきたことを回想している。
『グラップラー刃牙 外伝』では、最大トーナメント戦後、猪狩と決着をつけるためにドーム内のリングで対決。当初は2人だけでひっそりと決着をつけるはずだったが、口コミで観客が集まってしまうという珍事を起こした。最後は卍固めを受けるも、力尽きる寸前に16文キックを放った（結果は引き分けに終わった）。彼の死に日本中が悲しんだが、実はその死は偽装であった。その後はフランスはモンパルナスの森にて画家になるという夢を叶え、猪狩曰く"バレバレ"の変装をして「斗羽正平」として平和に暮らしている。
モデルはジャイアント馬場。「飛び後ろ廻し蹴りが出来るジャイアント馬場が描きたい」といった話から生まれた、作者曰く最後の必殺技のようなキャラクターだという。
ゲリー・ストライダム
声 - 中村秀利 / - / 廣田行生 / - / 坂口芳貞（TVアニメ第2作版）→土師孝也（TVアニメ第3作版）
壮年のアメリカ海軍大佐。通称「キャプテン・ストライダム」。勇次郎の友人兼監視役で、彼が動く度にそのサポートをし、ヘリコプターや車などの手配をしている。
ベトナム戦争中、勇次郎と対峙。この時は敵同士で、銃で武装した部下の兵士たちを率いていたが、武器に頼る自分たちとは対照的な勇次郎に尊敬の念を持っており、握手をすれば自分が人質にされるとわかりきった上で握手を求めた。そして案の定握手の瞬間に人質にされるが、それを見越して部下には自分の体ごと勇次郎を撃つよう命じていた。直後に一斉射撃が行われるが、野戦用の防弾スーツを脱ぎ忘れていたことが救いとなり、胴体への直撃弾でダメージを負ったものの一命は取り留めた。
自身も並の格闘家を歯牙にも掛けないほどの強さを持つが、勇次郎に対しては冷や汗を流したり愛想笑いをしたりする場面が多い。勇次郎との関係は、彼が提案した「年に一度、自分の命を本気で狙う」という条件の下で維持されており、全身を武装で固めて勇次郎の命を毎年狙っている。関係が長期化するにつれて、勇次郎を襲うアイディアも枯渇しつつある。作中では、自ら用意した火薬仕込みのナックルを自分の手で処分する形で失敗に終わった一幕が描かれたが、ストライダム本人の真剣さとそれに対する勇次郎の娯楽のような受け止め方のギャップはユーモラスさすら感じられるものであった。
外伝『ピクル』にも登場。ピクルと意気投合して日本まで連れて行き、刃牙らに引き合わせる。その行為の結果として、彼とペインに「感謝の印」としてティラノサウルスの頭を差し出される。
同名の日本のロックバンド・キャプテンストライダムの元ネタとなっている。
松本 梢江（まつもと こずえ）
声 - 小島幸子 / 冬馬由美 / 南真由 / - / 雨宮天
松本絹代の一人娘で、刃牙と同じ学校に通う高校生。刃牙に好意を寄せ、また刃牙も梢江を好きになって、自然と恋人同士の関係となる。最初のうちは平和主義者で大人しそうな性格だったが、刃牙を巡る様々な格闘家たちとの交流の中でその性格は徐々に変化していき、自己や周囲をかえりみない格闘家たちに対し毅然とした態度で抗議する場面も見られる。
『バキSAGA』では、全編に亘って刃牙との濃厚なセックスを披露したほか、勇次郎をして「いい女」と言わしめるほどの女傑振りを発揮している。
第2部『バキ』の終盤で現れたアライJr.の登場で彼女の周辺は急変する。彼は現れるとすぐに彼女に執拗にアプローチを加えはじめ、これに対して刃牙は梢江に冷たい態度で答えている。これは、勇次郎との決戦が近いことを予感していた刃牙が、彼女を巻き込みたくないがための配慮である。さらにアライは彼女を手に入れるため、最強を手に入れるために刃牙に勝負を挑む。その後、刃牙に敗北し涙と鼻水でぐしゃぐしゃになったアライを梢江が抱きしめるに至る。しかし、これは恋愛的な愛情ではなく、母親が子供に向けるような愛情であることが劇中で描かれた。刃牙がアライに勝利した後しばらく本編に登場しなかったが、半年ほどは刃牙の気持ちを尊重して陰ながら見守っていたよう。結局は前の通り良好な関係に戻っている。後に「地上最強の親子喧嘩」を繰り広げていた刃牙と勇次郎の前に姿を現す。
松本 絹代（まつもと きぬよ）
声 - 日野由利加 / 高木早苗 / - / - / 長沢美樹
刃牙の下宿先の大家で、梢江の母親。かつて地下闘技場で戦って、死んだ戦士の妻である。刃牙にかつての夫の姿を重ね合わせている。最凶死刑囚編で梢江がシコルスキーの襲撃を受けた時は短刀を持って駆け付けており、娘に負けない気丈さが窺える。
ムサシ
声 - 藤本隆行
刃牙の愛犬。刃牙と同様に全身に無数の傷がある。刃牙と共に松本家に住んでおり、梢江や絹代にも懐いている。
花田 純一（はなだ じゅんいち）
声 - 清水敏孝 / - / 板倉チヒロ / - / 沼田祐介
【柔術+プロレス】
本部流免許皆伝の前座プロレスラー。女好きで陽気な性格。師匠からは「格闘技の大天才」と言われる実力派で、大勢のメインプロレスラーたちを一人で倒す実力を持つ。本来ならば刃牙と闘うはずだったが、プロレスを舐めたことによりマウント斗羽にトレーニングの帰り道で制裁を受け、重傷を負い欠場した（アニメではこのくだりがカット）。その後は本部の下で再修業を行なっているようである。最大トーナメントでは出場権をかけた加藤との試合で金的への打撃を受け、自ら敗北を認める。アライ編終盤にも登場。
『刃牙らへん』にて再登場。花山薫からダウンを奪った隙に逃げおおせるほどの成長を遂げている。本部立ち合いのもとで鎬昂昇との模擬戦を行う。己のスタイルを、何でも有りの本部流に対して「プロレス（相手を傷つけない）」「花田派（非武装）」と称する。
久隅 公平（くずみ こうへい）
声 - 永野善一 / 中尾みち雄 / - / - / -
【プロレスリング】
地下闘技場で力士・龍金剛と闘い敗北したプロレスラー。さらに退場時、鎬昴昇と悶着を起こし、紐切りで眼に繋がる神経を切断された。最大トーナメント編では猪狩のセコンドを務めていたが、視力は完全には回復しなかったらしく、サングラスをかけていた。
龍金剛（りゅうこんごう）
声 - 川津泰彦（OVA版）
【大相撲】
大相撲横綱。地下闘技場で久隅公平と戦い勝利する。後に『バキ道』において、嵐川将平と金竜山との会話で嵐川の兄弟子であることが語られた。外伝『ゆうえんち』にも大関時代の龍金剛が登場し、すでに実力は角界最強と謳われるモンゴル人力士であることが語られる。

### 幼年編
朱沢 江珠（あけざわ えみ）
声 - 日野由利加（TVアニメ第1作版） / 林原めぐみ（TVアニメ第3作版）
刃牙の母親。朱沢グループの会長。朱沢鋭一との結婚直後に勇次郎に見初められ、夫を殺されると同時に勇次郎の圧倒的強さに魅了される。勇次郎に振り向いてほしい一心で息子の刃牙を鍛え上げる。息子にまともに愛情を注いでこなかったが、刃牙と勇次郎の戦いの最中で「母」として刃牙を救うべく勇次郎に挑み、抱きしめられる体勢で体の骨を砕かれる。勇次郎が去ったあと、刃牙を抱きながら息絶えた。
栗谷川 等（くりやがわ ひとし）
声 - 小室正幸 / 牛山茂（TVアニメ第3作版）
朱沢江珠の部下。江珠の命令で、刃牙を様々な強者たちと闘わせるように仕組んでいた。見た目は小柄で平凡な中年男だが、不良や極道を軽々とあしらうほどの体術の心得がある。刃牙に対して保護者のような愛情があり、刃牙に腹いせをする江珠に対し、怒りをあらわにした。
『範馬刃牙』で再登場。亡き江珠のために勇次郎と戦おうとする刃牙を批判し「あなたの人生はどこにある？」と問いかけた。
木戸（きど）
声 - 楠見尚己
少年課の刑事。街の不良少年に恐れられているが、街で1番の問題児である刃牙には全く歯が立たないので、どんな問題を起こされても逮捕は諦めている。
柳瀬（やなせ）
声 - 浜田賢二
木戸刑事の部下で行動を共にしている。捕縛術で全国大会を優勝したことがあるが、木戸の命令で刃牙を捕まえようとした時には全く通用せず、逆に捕縛された。
北沢（きたざわ）
声 - 川村拓央
刃牙の通う中学の不良。番長格らしく、100人の不良を集める力がある。喧嘩は刃牙には全くかなわないが、自分をからかってきた不良3人を一蹴するなど並みの人間よりは強い。眼力には確かなものがあり、相手の戦力を測ることにかけては超一流と言われる。
花山薫（はなやま かおる）
【素手喧嘩】
詳細はリンク先を参照。
清水 治郎（しみず じろう）
声 - 伊井篤史
栗谷川が情報収集のために尋ねた老侠客。素手なら花山が最強の極道であると語る。名前は『バキ外伝 -疵面 スカーフェイス-』で判明、詳細は該当項目を参照。
花山の母
声 - 堀越真己
藤木組系花山組先代組長夫人。35歳の若さながら癌で老婆と見紛うばかりにやつれており、5年あまりも床に伏せっている。かつて薔薇の香水「ライマン」を愛用しており、花山の思い出に深く刻み込まれていた。花山と刃牙の対戦後暫くして死去。
木崎（きざき）
声 - 山野井仁（TVアニメ第1作版） / 加瀬康之（TVアニメ第3作版）
藤木組系花山組若頭（代貸）。オールバックの中年男性。アニメ版では容姿が色黒で体格のいい男性へと変更されている。花山薫が幼い頃から身の回りの世話をしており、その人並み外れた怪力に初めて気付いた人物。栗谷川にフォークで制圧されるなど冴えない場面が多いが、花山の危機と見れば、勇次郎をも恐れない忠義者。
最大トーナメント編では花山のセコンドを務める。野人戦争編ではピクルに殴り飛ばされた花山を庇おう素手でピクルに殴りかかるも、右腕を握り潰された。
ユリー・チャコフスキー
声 - 高塚正也
【プロボクシング】
プロボクシング世界Jr.ウェルター級チャンピオン。モンゴル系ロシア人で、勇猛果敢な騎馬民族「ヂギール」の末裔。妹にニーナ・チャコフスキー（声 - 浅井清己）がいる。評論家の間ではパウンド・フォー・パウンドと呼ばれ、ヘヴィ級ボクサーとも互角以上に渡り合えると評される。Jr.ウェルター級に在籍しながら6階級制覇を目指す。
刃牙との初対決ではパンチのみで容易く圧倒し、プロボクサーの貫禄を見せ付けた。その後も鍛錬によってスピードを落とさずに81キロにまで成長し、念願のヘヴィ級ランキング戦に挑む。しかし会場内で花山薫に襲撃され「決して心は折れない」というヂギール戦士の誇りを見せるも、握撃によって腕を破壊され選手生命を絶たれてしまう。後に、成長して勇次郎に挑む刃牙に稽古をつけた。
安藤 玲一（あんどう れいいち）
声 - 北川勝博（TVアニメ第1作版） / 大友龍三郎（TVアニメ第2作版）
飛騨の山小屋に暮らす山岳監視員。年齢は幼年編の時点で38歳。勇次郎とは旧知の仲であり、息子である刃牙のこともよく知っている。2メートルを超す巨漢で、その体格は夜叉猿と比較しても遜色が無い。月の輪熊程度なら素手で倒せる実力を持つ。
レンジャー部隊が野外訓練を行っている地点からさらに奥部の山間でロッジを建てて暮らしており、世捨て人のようにも見えるが、実際は近隣の市街地にある消防署と迅速に連絡可能な体制を保っている。
夜叉岩にキャンプをはった刃牙を助けに行った際、夜叉猿から襲撃を受け右手の指4本を食い千切られ、さらに腸を掴み出される重傷を負い、病院に搬送される。この出来事が刃牙の強さへの執念をより強め、自らに過酷な肉体鍛錬を課す要因となる。その後回復した安藤が山に戻った頃には、刃牙は夜叉猿と互角以上に戦うほどの実力を身に付けていた。また勇次郎が過去に戦い、死亡させた雌の夜叉猿の遺骨を預かっている。
最大トーナメント編では夜叉猿Jr.を搬送する役目を負っていた。最凶死刑囚編終盤でも登場し、柳の毒手によって瀕死の身となった刃牙の治療を行う。しかし自然の力を使っても手遅れであり、烈へ引き渡すこととなった。
夜叉猿（やしゃざる）
声 - 柳沢栄治
【野生の力】
飛騨の奥山に代々住まう謎の霊長類。推定年齢150歳。ゴリラより遙かに巨大な体格を持ち、より人間に近い二本足歩行が可能。知能も高く、先祖を祀る習慣がある。雑食性で人間もよく獲って食べていたと言われ、地元の伝説や童謡にその存在が語り継がれている。縄張り意識も強く、住処である「夜叉岩」への接近は、安藤曰く「裸の美女がニューヨークのスラムを歩く様なもの」と評している。
若き日の範馬勇次郎をも満足させるほどの戦闘力を有する。安藤の腹部に強い圧迫を与えて内臓を飛び出させ、瀕死の重傷を負わせるが、それを受けて闘志を燃やした刃牙と死闘を演じ敗北する。その中で彼と友情が芽生えるが、後に勇次郎によって殺されてしまう。過去に妻も勇次郎の手によって殺害されている。
朱沢 鋭一（あけざわ えいいち）
声 - 真殿光昭
江珠の婚約者で朱沢グループの総帥。世界的な名士だったが、結婚披露宴に現れた勇次郎に江珠が惚れたことに腹を立て、小物な本性を露わにする。その後、部屋に乱入した勇次郎に殺害される。
Sir（サー）
声 - 塚田正昭
「兵士の中の兵士」と呼ばれる老将。ストライダムとは旧知の間柄で、彼から尊敬を受ける。かつてコンゴ内戦に従軍し、ガイアに重傷を負わされた経験がある。勇次郎とも親交があり、刃牙との戦いの際には横田基地までヘリの操縦を請け負った。
ガイア / ノムラ
声 - 遊佐浩二 (TVアニメ第1作版） / 村瀬歩（TVアニメ第2作・第3作版）
【環境利用闘法】
陸上自衛隊第1空挺団精鋭部隊五名の班長（アニメ版では傭兵部隊）。多重人格であり、普段は気弱な衛生兵「ノムラ」だが、一度目覚めると、神を自称する超軍人「ガイア」に変貌する。体格は比較的小柄で、幼年編時代の刃牙とさほど身長差が無い。また、傭兵時代に負った後遺症が原因で、頭髪がすべて抜け落ちている。
戦場では勇次郎に匹敵する実力者と評され、「ミスター戦争（ウォーズ）」の異名を持つ。傭兵時代にウガンダ内戦で捕虜として捕らえられ、処刑されかけた経験を境に、危険に対する機知能力が異常発達した。自らに向けられる殺気を瞬時に読み取ることで攻撃を予知し、高精度の回避・反撃が可能。ナイフ術や偽装術を始めとする戦場格闘技に加え、植物や水など周辺にある全ての物体を武器として利用する「環境利用闘法」の達人。主な技に、植物の蔓を使った捕縄術「蔓技（つるぎ）」、水（場所によっては砂や砂利など）を超高速で叩き付ける「水弾」、特殊な呼吸法で常人の呼吸一日分の空気を一瞬で吐き出し爆音を生む「鼓膜破り」などがある。さらには自身のアドレナリンをコントロールすることで超人的な身体能力を発揮する。作中でも数少ない、殺人経験のある現代グラップラーの一人である。
北海道の大雪山系の奥地にて、壮絶な訓練の最中、刃牙と交戦。初めノムラのままで敗れるが、ガイアが覚醒するや驚異的な戦力を発揮し、慈愛と称する清廉な徒手格闘で刃牙を圧倒、その心を屈服させる。しかしガイア曰く、不自然に鍛え上げられた刃牙の肉体が持つ闘争本能と強靭さによって逆転され、環境利用闘法を解禁。最後は刃牙を蔓技で仮死状態（心停止）に追い込むも、闘志で蘇生した刃牙に絞め落とされ敗北。後に勇次郎に戦いを挑むも惨敗している。
最凶死刑囚編にて再登場。環境利用闘法の師範を名乗り、競技場の砂を用いた闘法でシコルスキーを圧倒、真の恐怖と敗北を味わわせた。
野人戦争編でもピクルに興味を持ち、他闘士らと同じタイミングで接触を図るが、隠身を勇次郎に見抜かれ、ピクルと対面することなく撤収している。
『刃牙道』では本部の弟子という設定が追加され、道場稽古にて武器術を駆使する本部に縛り上げられてしまった。宮本武蔵を尾行するも見破られ、射出ナイフも見抜かれ対応されて、逆にエア斬りを浴びて精神的に完敗。その後は本部と武蔵の試合を観戦した。以降は本部と共に登場するシーンが多い。
スピンオフ『バキ外伝 GaiA』では主人公を務める。1話では激戦区イラクで自衛隊の戦死者を一名も出さず、次期米国大統領から直々に警護を依頼されるなど、自衛隊最高精鋭としての活躍が描かれた。2話では、名を騙る偽ガイアを惨殺する冷酷な一面も見せており、人体を切り裂いてその体内を通り抜ける秘術「トンネル」を披露した。
スピンオフ『バキ外伝 ガイアとシコルスキー〜ときどきノムラ 二人だけど三人暮らし〜』ではシコルスキーと共に主人公を務める。リベンジのために彼の元へ訪れたシコルスキーと共に奇妙な共同生活を営む。外伝によるとノムラが本名。ノムラの方が主人格だが、今ではガイアでいる時間の方が長くなっている。
ナイフ使い（真田）
声 - 松本大
【ナイフ殺法】
ガイア配下部隊の一人。ナイフ使いであり、関の刀匠が鍛造したナイフは日本刀の「鉈の重量」「剃刀の切れ味」を有し、さらにスペツナズ・ナイフ式に刃を発射できる（なお、アニメではこの設定は省略されている）。サディスティックな性格で、得意のナイフ捌きで刃牙を惑わせるも、不意を突いた攻撃で敗れる。名前はアニメで判明。
スピンオフ『バキ外伝 ガイアとシコルスキー〜ときどきノムラ 二人だけど三人暮らし〜』にも登場。
倉石
声 - 大川透
【戦場格闘技】
ガイア配下部隊の一人。大柄な体格で投げ技を主体とした戦場格闘技の達人。自慢の怪力と体術で一度は刃牙にダウンを奪うも、直後に後ろから締め技をかけられて敗れる。ノムラと倉石の2名のみが名前が登場している。
スピンオフ『バキ外伝 ガイアとシコルスキー〜ときどきノムラ 二人だけど三人暮らし〜』にも登場。
双子（千葉兄弟）
声 - 西村朋紘（兄）、並木伸一（弟）
【戦場格闘技】
ガイア配下部隊のメンバーである一卵性双生児の兄弟。あえて容姿を変えることで2人の区別がつくようにしている。全身に仕込んだ武器を駆使し、2人1組で戦う。2人がかりで刃牙を追い詰めるも、武器を逆に利用されて2人まとめて倒された。名前はアニメで判明。
スピンオフ『バキ外伝 ガイアとシコルスキー〜ときどきノムラ 二人だけど三人暮らし〜』にも登場。
金本
声 - 大川透
弓の達人。勇次郎とも親交がある。愛用の強弓は鉄工所に特注したもので、引き分けに200kgを要する。
黒川
声 - 柳沢栄治
拓真館居合術の師範。勇次郎と戦う直前の刃牙に腕試しのために挑まれ、敗北。自分より若年だが自分を負かした刃牙の強さを素直に認める。江珠を殺害した勇次郎に自首するように薦めるも、彼に屠られた。
ディクソン
声 - 北川勝博
【ブラジリアン柔術】
700戦無敗、格闘技界最強とされるブラジルの格闘家。「アミーゴ」が口癖。しかし裏の世界ともいえる地下闘技場では惨敗し、重傷を負う。刃牙に地下闘技場の存在を教えた。
モデルはヒクソン・グレイシー。作者の板垣は、ヒクソンの強さに尊敬の念と感謝の意があったからこそ、地下闘技場の水先案内人という重要な役を担ってもらったと語っている。
猪狩完至（いがり かんじ）
声 - 大川透（TVアニメ第1作版） / 梁田清之（TVアニメ第2作版）
【プロレスリング】
マウント斗羽と並ぶプロレス界二大巨頭の一人にして元地下闘技場戦士。身長191cm、体重105kg。リングネームは「アントニオ猪狩」で、座右の銘は「燃える闘魂」。勝利のためには八百長・演技・嘘のギブアップなどなんでもするが、その全ては自身の誇りであるプロレスそのものとファンへの熱い思いからである。相手の攻撃は全て受け切り、常に観客を魅了させるという信念を持つ。
地下闘技場からは引退して久しい。初登場は幼年編最終盤であり、光成は彼や独歩のような面白いファイターがいなくなったことを残念がっていた。光成邸で13歳の刃牙と顔を合わせ、その4年後最大トーナメントに姿を現す。
最大トーナメントにはリングネームではなくあえて本名で出場した。1回戦のロブ・ロビンソン、2回戦の金竜山での試合では猪狩イズムを貫き勝利。3回戦での刃牙との戦いでは「人間力」を駆使した心理戦を展開し、実力では確実に自身を上回る刃牙を大いに苦しめる。最終的には刃牙に敗北を喫するものの、その勝利への貪欲さは彼を精神的に大きく成長させた。
『グラップラー刃牙 外伝』では、最大トーナメント後にマウント斗羽と個人的な決着をつけるため、東京ドームで激闘を繰り広げる。しかしその最中に斗羽は命を落とし、戦いは引き分けに終わってしまう。マウント斗羽の葬儀を終え、彼の遺言通りにフランスを訪れ「斗羽正平」と再会する。
最凶死刑囚編ではシコルスキーと戦い屈辱的な敗北を喫する（以降、顔に大きな傷が出来る）。その後は持ち前の執念からシコルスキーを執拗に追跡し、ガイアとジャックをぶつけて復讐を果たした。
神の子激突編では30年前（1976年）にモハメド・アライとの他流試合を行っていたことが語られる。試合は間合いに入り込んで、アライに組み付こうとするや即パンチで迎撃されてしまうことが想像できたため、苦肉の策として仰向けに寝転がって対抗。結果45分引き分けに終わり、世紀の凡戦と揶揄されたという。それから30年経ち、モハメド・アライの拳法をさらに進化させた彼の息子と、刃牙が戦ったらどちらが勝つかという予想に「モハメド・アライJr.が必ず勝利する」と断言。しかしその予想は外れてしまった。
猪狩はアントニオ猪木をオマージュしたキャラクターである。2022年10月1日に死去したアントニオ猪木を偲び、猪狩が登場する『グラップラー刃牙 外伝』が『マンガクロス』にて公開された。
加納 秀明（かのう しゅうめい）
声 - 小野健一
【護身術】
徳川邸警備隊長。地下闘技場正ファイターの1人だったが、光成曰く闘技場ファイターとしての序列は最下位である。
相手の構えを真似て攻撃を予測する防御法をとる。攻撃については「完全な防御術さえ身につけるなら攻撃など単純な一撃で事足りる」と言い、刃牙からは「強い」と警戒されている。徳川邸の庭に侵入してきた刃牙と対決し、序盤は彼の攻撃を全て捌く技術を見せつけるが、自慢の初弾は大したダメージを与えられず、刃牙に挑発されて攻撃に行ったところを回避され、右肩を外されて敗北する。また、その直前では徳川邸で猪狩に対して挑発をする場面も見受けられた。
最凶死刑囚編でのドリアンの徳川邸襲撃の際、顔から血を流して倒れている加納の姿が描かれている。
『刃牙道』では、徳川邸で独歩の演武の手伝いをするために登場。その後勇次郎が徳川邸に侵入をした際に、それに気づかず簡単に後ろを取られたことを叱責される。しかし初めて勇次郎が話しかけてきたことに、内心喜んでいる様子を見せた。

### 最大トーナメント編

#### Aブロック
範馬刃牙
リンク先を参照。
アンドレアス・リーガン（アニメ版：アルテミス・リーガン）
声 - 橋本真也
【プロレスリング】
元ボクサーのプロレスラー。身長2m40cm、体重310kgと作中最大の体格を誇り、他選手を（209cmのマウント斗羽でさえ）「チビ」と呼ぶなど見下した態度をとる。しかし1回戦で刃牙の強さを身をもって感じ、その巨体と強さゆえに幼い頃から「本気を出してはいけない」と言われ続け、鬱屈を重ねてきた苦悩を告白。真正面からの戦いに応じた刃牙に完全KOされるが、生まれて初めて全力を尽くしたことに満足そうな表情を見せた。その後烈とタクタロフの揉めごとに仲裁に入るが、タクタロフの怒りを買い腕を破壊される。
声を担当した橋本はアニメのアイキャッチでのタイトルコールも務めた。
ズール
声 - 川村拓央
【バーリトゥード】
ブラジルに移った強靭な肉体を持つ黒人奴隷の子孫（アニメではアフリカの部族の戦士）であり、野生的な闘争本能をむき出しにして戦うピュア・ファイター。8人の妻と数十人の子供がおり、普段はジャングルの中で素手で獣を狩ることで大人数の家族を養っている。徳川曰く「オーガも仕留めた獣の数では一歩譲る」とのこと。トーナメント初戦ではシットパイカーを打ちのめし圧勝。続く2回戦ではゴング前に攻撃を仕掛け、刃牙を失神させる。これを徳川は油断があった刃牙の落ち度と断じ、ズールの勝利を認めた。だがズール本人は決着を認めず、再び刃牙に襲い掛かる。二度目の激突では刃牙の勝利となり、互いに一勝一敗となったところで、刃牙とズールの無言の合意により決着を着けるため三本勝負となる。マウントポジションによる滅多打ちや、喉への噛み付きなどで刃牙を圧倒するが最終的に刃牙が放った金的蹴り・目突き（どちらも寸止め）により戦意喪失して降参した。
デントラニー・シットパイカー
【ムエタイ】
1回戦でズールと対戦。序盤はラッシュを仕掛けるが、足と頭を取られて倒された後パウンドの連打を受け惨敗。
ロブ・ロビンソン
声 - 松本大（TVアニメ第1作版） / 船木まひと（TVアニメ第2作版）
【キックボクシング】
キックボクシング世界統一王者。身長192cm、体重101kg。普段は陽気で軽い感じの男だが、試合に臨む際は別人のような殺気を放つ。トーナメントでは1回戦で猪狩と対戦。試合前に猪狩を「オジさん」と呼ぶなど軽口を叩いていたが、試合では猪狩の気迫に気圧されたうえジャーマン・スープレックスでKOされた。その後は勇次郎乱入時に紅葉の集めた9人の内の1人として登場。しかし勇次郎の一撃により大腿骨開放性骨折の重傷を負う。かかった時間は0.60秒。
最凶死刑囚編の序盤にも登場するが、ドイルに首を掻っ切られて惨敗した。後にオリバが調べていたドイルのデータ中には「ロブ・ロビンソンを襲撃」と記されており、生死は不明。
猪狩完至
幼年編を参照。
本部以蔵
主要人物を参照。
金竜山（きんりゅうざん）
声 - 川村拓央
【大相撲】
大相撲現役横綱。身長191.5cm、体重160kg。「相撲は格闘技である」という強い信念から、力士が持つ真の強さを見せるために最大トーナメントに参戦した。初戦では本部以蔵と対戦。小指を取りに来た本部を小指一本で投げ飛ばし、全ての打撃を捌いたうえ、やぐら投げで地面に叩きつけた後は四股の体勢からの踏みつけで勝利を収めた。続く2回戦の猪狩完至戦でも当初は圧倒的な実力差を見せつけるが、猪狩が足で簡易的な土俵を作り出すことにより戦況が一変。土俵から出まいと堪えてしまう力士の本能から、猪狩の小手投げを耐え肘関節を破壊される。そのまま劣勢を引きずり、最後は猪狩のダブルアーム・スープレックスにより万事休すと思われたが、起死回生の河津掛けを仕掛けることで形勢逆転。そのまま猪狩の顔面を地面に叩き付けていれば勝負の行方は分からなかったが、ここで突如猪狩に対してかばい手を取り、自らの片腕と引き換えに猪狩を助ける形となり敗北。セコンドについていた金竜山の親方は、ダブルアーム・スープレックスを受ける体勢とは、相撲における「五輪砕き」の形であり（そのまま押し合うと頚椎が圧迫される非常に危険な状態のため）、力士にとってはその型に入られた時点で既に敗北を意味すると説明し、勝負の決着を宣言する。
試合後金竜山は髷を引きちぎり、親方に力士としての再出発を誓った。その後、9人掛けで勇次郎に挑むが返り討ちにされ、脊髄損傷の重傷を負う。
『バキ道』にて再登場。老け込んだ容姿となり、現役を退いて親方となっていたが、第二代野見宿禰と出会ったことにより相撲協会を退職。大相撲に威厳を取り戻し、真なる国技へと発揚するという目的のため相撲協会に反旗を翻した。現役時代には避けていた葉巻を愛飲している。

#### Bブロック
セルゲイ・タクタロフ
【サンボ】
サンボ全ロシアチャンピオン。身長187cm、体重115kg。日本へは自分を試しにやってきたという。半裸で氷点下25度の吹雪の中、坂の頂上から岩を満載したトロッコを引き上げるなど、過酷な訓練を積んでいる。試合前に烈とトラブルを起こすも、仲裁に来たリーガンの腕を「首狩り十字固め」で破壊した。最大トーナメント1回戦では、烈海王にいいようにあしらわれ、「転蓮華」によって首を壊され敗北した。その後、ガーレンの控え室で制裁を受けた状態で再登場。
烈 海王（れつ かいおう）
声 - 安井邦彦
【中国拳法（白林寺）】
中国拳法の達人。リンク先を参照。
ラベルト・ゲラン（アニメ版：ロバート・ゲラン）
【プロボクシング】
3階級制覇を果たしたプロボクサー。通称「パナマの鉄拳」。公式試合は70勝だが、喧嘩なら2000勝らしい。最大トーナメント1回戦で加藤と対戦するはずだったが、試合前に夜叉猿Jrに倒される。
加藤清澄
地下闘技場編を参照。
花山薫
リンク先を参照。
稲城 文之信（いなぎ ぶんのしん）
声 - 川村拓央
【日本拳法】
日本古来の総合格闘技「日本拳法」の達人。最大トーナメント1回戦で花山薫と対戦。試合前には花山にセーフガードを渡す余裕をみせ、逆に花山から渡された日本刀を正拳突きで叩き折った。試合では正拳突きと高い運動神経を用いた戦術で花山を苦戦させるが、慢心さが仇となって形勢逆転となる。さらに花山のアッパーの衝撃が背骨まで響くが、それでもなお花山に関節技をかけようとしたところ、反動で背骨が折れて敗北する。その意地は花山からも「武道をやらせておくには惜しい漢（おとこ）」と称賛された。
ローランド・イスタス（アニメ版：ローランド・グスタフ）
声 - 柳沢栄治（少年時代 - 渡辺明乃）
【ランカシャーレスリング（キャッチ・アズ・キャッチ・キャンスタイル）】
かつて愚地独歩と戦い、引き分けたビル・ライレーの直弟子。身長189cm、体重112kg。「関節愛好家（ジョイントフェチ）」の異名を持ち、人間の関節やドアノブ、玩具のネジなど、あらゆる繋がっているものを見ると、素手で解体せずにはいられない奇癖を持つ。その奇癖の末に関節技に特化したキャッチ・アズ・キャッチ・キャンスタイルを習得し、サバンナでライオンに関節技を仕掛けたというエピソードがある。
最大トーナメント1回戦で、師同士が因縁のある愚地克巳と対戦。各種関節技を仕掛けるものの、克巳には通用せず右目を潰されて敗北した。その後は勇次郎乱入時に紅葉の集めた9人の内の1人として登場。しかし勇次郎に関節技を掛けられて負ける。
モデルとなっているのは若いころのカール・ゴッチ。名前もゴッチの本名カール・イスタスから取られている。
愚地克巳（おろち かつみ）
【神心会空手】
リンク先を参照。

#### Cブロック
李猛虎（り もうこ）
声 - 永野善一
【テコンドー】
韓国海兵隊に所属するテコンドー選手。階級は軍曹。身長181cm、体重84kg。1回戦でアイアン・マイケルと対戦し、攻撃範囲が狭いというボクシングの弱点を突き、序盤は優勢に立つが、壁をキャンバス替わりに使うというマイケルの機転によって敗北を喫す。
その後、9人掛けで勇次郎に最初に攻撃を仕掛けるが一瞬にして倒される。
アイアン・マイケル（アニメ版：イアン・マクレガー）
声 - 小形満 / - / - / - / 間宮康弘
【プロボクシング】
ボクシング世界ヘビー級王者。身長182cm、体重100kg。「ボクシングが格闘技世界一であることを証明したい」と最大トーナメントに参加。一方、セコンドのサムは「ボクシングを単なる喧嘩の技術から芸術まで昇華させた」としてそのチャンピオンに傷をつけたくないと出場を懸念していた。1回戦では李猛虎に脚を集中攻撃され苦戦するが、パンチ一撃で逆転勝ち。2回戦で千春にサラシデスマッチにもちこまれてダウンを喫するも、ジョン・L・サリバン（アニメ版ではジョニー・L・ドノヴァン）の亡霊に励まされて復活。圧倒するも、途中でグローブをはずしたことが災いし、頭突きで拳を砕かれる。サムは即座にタオルを投げるが、マイケルはこれを拒否。正々堂々の殴り合いに突入するが、もうひとつの拳を砕かれるとサムはマイケルの将来を思い決死の覚悟で試合に乱入し、マイケルを止めた。これによって勝ちを失ったマイケルにサリバンはあきれかえるも、サムの怒号（アニメではパンチ）でかき消され、2人は和解する。その後勇次郎の乱入を止めようとするがボクシングを挑まれあっけなく倒される。
『範馬刃牙』では、刃牙の入った合衆国アリゾナ州立刑務所に収監されていた。ボクサーとして表舞台に戻ることを目標とし、オリバやゲバルに通じる刑務所内のランキングには参加せずに模範囚として暮らしている。仮釈放も間近であったが、実際のところボクシング協会は犯罪者である彼の復帰を望んでおらず、協会が送り込んだ刺客、唇（リップ）・歯（トゥース）・舌（タング）の3人から、もはや戦いとは呼べないほどの凄惨なリンチを受けることとなる。だがゲバルの乱入により、選手生命は取り留めた。その後、懲罰房に入れられていた時に刃牙とオリバが戦いを始め、その巻き添えで彼の房の壁が壊され、2人の戦いを目撃した彼は、刃牙がオリバに正面からの殴り合いを挑もうとするのを見て、自らがよく知るボクシングの階級制度を理由に無謀だと訴える。しかし、その訴えが刃牙を止めることは無く、誰も止められない戦いが始まってしまった。
柴 千春（しば ちはる）
声 - 西村朋紘（TVアニメ第1作版） / 鈴木達央（TVアニメ第2作版）
【ケンカ】
暴走族「機動爆弾巌駄無（がんだむ）」の2代目特攻隊長。身長185cm、体重72kg。背中にキングギドラ（アニメでは三つ首のドラゴンと説明）の入れ墨を彫っている。格闘技経験は全くゼロの素人ながら、常軌を逸した根性・気合い・度胸の持ち主。その精神力は過去の抗争で敵のバイクに轢かれても戦い続けたほど。強くなるために鍛錬を積むことすら女々しいとする花山薫の人間像に尊敬を抱く。
1回戦で畑中公平に左腕を折られると、その腕を自ら壁に打ち付けてさらに破壊。それを見て怖気づいた畑中を蹴り倒し勝利。2回戦のアイアン・マイケルとの対戦では自分で割った石膏で殴りつけて、砂で目潰しを行い、その隙に互いの足をサラシで巻きつけるサラシデスマッチを決行（千春自身はマイケルとの格の差を充分理解しており、マイケルと互角に渡り合うためにはこの対戦方法しかなかったというのが真相である）。最後は「ブルックリン代表の喧嘩小僧（ファイティングキッズ）」を自称したマイケルと、同じ不良同士として「きれいな喧嘩」をしようと宣言し、真っ向から殴りあった末に、頭突きでマイケルの両拳を粉砕。セコンドの乱入によって反則勝ちとなった。
辛うじてマイケルに勝利したが、ドクターにより試合続行不可能と宣告され、リザーバーのガーレンと交代する。しかし本人は納得いかずガーレンに殴りかかったが、投げで天井に突き刺されてしまった。
最凶死刑囚編ではナイフを使って喧嘩をしようとした若者を「負い目のなさが勝ちを生むんだ」と叱りつけている。
『範馬刃牙』では花山の依頼により、刃牙に喧嘩の押し売りをするような形で襲撃、圧倒的な実力差で倒されるも「死んでも負けない」という信念で襲撃し続ける。4回目の戦いでは刃牙が身体の弱点で攻撃する千春の戦い方を「チハル流」と呼び、それを模倣。顔面で千春のパンチや蹴りを迎え撃ち、逆に負傷させる。それに対し千春は自分の流儀に反する目突きで威嚇したが、刃牙が超高速移動で眼球をぶつけ、指を折られることで戦意を喪失した。刃牙と勇次郎の親子喧嘩発生をバーのテレビ放送を通じて知る。しばらくはバーにいたが、見たい衝動を抑えきれず、見たい気持ちを花山に伝えると、二人でその場所へ赴く。
『バキ外伝 -疵面（スカーフェイス）-』でも登場。暴走族総動員で参戦し、花山側に付きサポートを行う。
畑中 公平（はたなか こうへい）
声 - 平川大輔
【全日本柔道】
身長174cm、体重89kg。1回戦で柴千春と対決。打撃対策は重ねたようであり、序盤は有利に立ち回り、相手の左腕を破壊した。しかし、後半で千春の全く予測できない攻撃に対処できず、気迫に押され、逆転で敗れる。
後に紅葉たちと共に勇次郎の乱入を止めようとするが、自分と同じ柔道技で負け、小便小僧のポーズを観客たちの前でさせられるという屈辱的な結果に陥ってしまう。
三崎 健吾（みさき けんご）
声 - 山野井仁
【少林寺拳法】
護身のスペシャリスト。身長176cm、体重72kg。真の護身を証明するため、あえて破門（少林寺拳法は他流試合を禁止している）となり最大トーナメントに参戦する。1回戦でマイク・クインと対戦。相手を全く傷つけることなく関節技でギブアップ勝ちを奪い、刃牙には「綺麗な戦い」と評される。2回戦ではジャック・ハンマーと対戦。序盤は圧倒的速度を誇る「飛燕の連撃」により優勢に見えるも、噛みつきという想定外の攻撃を行うジャックには通用せず「完成度の高い技術体系ではあるが、遊戯の域は出ていない」と評され、噛み付きからのアッパーカットにより敗退する。
マイク・クイン
声 - 川村拓央
【アメリカンプロレス】
「ニューヨークの鋼鉄人」のニックネームを持つペイントレスラー。身長192cm、体重131kg。ボクシングの経験もあり、ゴールデングローブにも出場している。1回戦で三崎健吾に完敗した。
モデルはアルティメット・ウォリアー。
セルジオ・シルバ
声 - 斉藤瑞樹
【ブラジリアン柔術】
柔術ブラジル選手権無差別級を3連覇した達人。身長179cm、体重91kg。専門家からは何でもありルールならブラジリアン柔術が最強と評価されていた。1回戦でジャック・ハンマーと対戦。ジャックにタックルを仕掛けるが微動だにできず、片手でクラッチを切られたうえ、アッパーの一撃で倒される。
ジャック・ハンマー（ジャック範馬）
【ピット・ファイティング】
主要人物を参照。

#### Dブロック
ジャガッタ・シャーマン
【ムエカッチュアー】
素手で殴り合うムエタイ、ムエカッチュアーの格闘家。天内悠をトーナメントに途中参加させようとした勇次郎により、文字通り潰された選手。フランシス・シャビエル同様台詞も見せ場もなく終わる。
山本 稔（やまもと みのる）
声 - 松本吉朗
【シュートレスリング】
格闘技色の強いレスリングの使い手。身長184cm、体重102kg。刃牙は「バランスがいい」と評し、勇次郎もその名を知っていたことからそれなりの実力はあったようだが、1回戦で天内の空中殺法の前になす術無く倒される。
リチャード・フィルス
声 - 中田雅之
【バウンサー】
シカゴのナイトクラブのバウンサー。身長181cm、129kg。屈強な大男三人が木製バットで殴ってもびくともしない頑健な肉体から「地球一のタフガイ」の異名を持ち、相手の攻撃をよけたことがないのが自慢。戦闘の場には常にタキシードで登場する。トーナメント1回戦で同じく私服で登場した独歩と、西部劇の喧嘩を思わせる壮絶な殴り合いを繰り広げるが貫手に敗れる。その後、勇次郎戦で拳を砕かれ、睾丸を蹴り潰され宙を舞った。
愚地独歩
リンク先を参照。
ロジャー・ハーロン
声 - 小形満
【アマチュアレスリング】
アメリカのオリンピック代表選手。身長195cm、体重139kg。1回戦で渋川に対戦することになっても、年齢差・体格差を鼻にかけるようなことはなかったが、力量の差が大きく敗れる。ガーレンが登場したときはアマレス選手として彼の強さを知っており、畏怖を感じながら敬語で接した。その後、勇次郎の乱入を止めようとした際は、顔面へのパンチで1秒と持たず敗北。
渋川剛気（しぶかわ ごうき）
声 - 中博史
【渋川流柔術】
主要人物を参照。
鎬紅葉
地下闘技場編を参照。
鎬昴昇
地下闘技場編を参照。

#### リザーバー・その他
フランシス・シャビエル
【カポエイラ】
リザーバー。控え室で夜叉猿Jr.の襲撃を受け重傷を負う。
栗木拓次 （くりき たくじ）
【伝統派空手】
リザーバー。控え室で夜叉猿Jr.の襲撃を受け負傷。その恐怖で錯乱し斗羽に襲い掛かった後、逃亡した。
マウント斗羽
地下闘技場編を参照。
夜叉猿Jr.（やしゃざるジュニア）
声 - 柳沢栄治
【野生の力】
幼年編に登場した夜叉猿の子供。勇次郎に殺された両親の仇をとるため、地下闘技場に姿を現す。夜叉猿の力を熟知する安藤が設計した収容コンテナをいとも簡単に破壊するなど、父親以上の身体能力を持っている。他のリザーバー2人を襲撃後、試合直前のラベルト・ゲランと加藤清澄を攻撃。刃牙が肉体と魂で説得を試みようとしたが、その途中で愚地克巳に撃退される。大会終了後、刃牙の優勝祝いにも顔を見せている。最大トーナメント後は、かつての父のねぐらに戻り、静かな生活を送っている。
天内悠（あまない ゆう）
声 - 高塚正也
【天内流格技】
アメリカ大統領のボディーガードを務める。甘いマスクの青年。その活躍ぶりや戦いに対する考え方などに興味を持った勇次郎の推薦により、トーナメントに参加した。身長188cm、体重89kg。戦いには「愛」こそが必要であり、人を喜ばせることと倒すことは表裏一体であると説く。つまりは相手が何を望んでいるか事前に察知して満たしてやるのも、何を望んでないか事前に察知して先手を打つのも、「愛」がなければできないという。
格闘では長い手足と、コンクリートの床を踏み抜くほどの足首の力をもって戦う。また先述の「愛」の持論によって、対戦相手からしてみればは嫌らしい戦い方をする。
Dブロックのリザーバーに組み込まれる。1回戦では山本稔と対戦。その驚異的な跳躍力から繰り出されるノーモーションジャンプにより、格闘技の想定していない空中戦に持ち込み山本を倒す。2回戦では愚地独歩と対戦。独歩には空中戦が通用しなかったが、長い手足から繰り出される通常ありえないような関節技や空手技が一切使えない強力な寝技で応戦した。試合中、空手の禁じ手で頭蓋骨の縫合を外されるなどの痛撃をくらうも、空手家の要たる「膝」を壊して優位に立つ。天内は独歩の継戦が不可能と判断するも、独歩はダメージを意にも介さず闘争を続けようとしたため、残酷ショーを望まない天内の戦意が鈍る。天内は、独歩を倒して勝利するのではなく、独歩に自分の勝利を認めるよう哀願したが、その行為が愛や絆を闘争に持ち込むことを嫌う勇次郎の怒りを買い、オーガの暴力で蹂躙されてしまう。中断した試合の方も、勇次郎の乱入がなかったとしても独歩の技が天内に決まっていたはずだと判定され、天内の負けとして終わる。
後のインタビューで作者は、天内は死亡か再起不能になっていることと、キャラクターの価値が完全に暴落したため、再登場は不可能（させても意味がないとも）と述べている 。原作ではその後登場しないが、アニメ版ではエピローグでマクレガー（マイケル）やリーガンらと同じ飛行機でアメリカに帰るシーンがある。

アレクサンダー・ガーレン（アニメ版：アンドレアノフ・ガーランド）
声 - 柳沢栄治
【レスリング】
ロシア民族の最強を示すため、徳川光成の主催者推薦枠でトーナメントに参加する（アニメでは「最後のリザーバー」と呼ばれている）。身長200cm、体重169kg。ロシアに対して絶対的な忠誠心を持っており「ロシアに服従したい。己がロシアの支配下にあるという証が欲しい」という理由で手に枷を付けるのを大統領に要求するほどの愛国者。シベリアの鉱山で永久凍土にトラック2000台分の大きさのクレーターを2年で掘り上げた。
体格、身体能力共に作中トップクラスであり、持って生まれた潜在能力だけで世界最強のレスリング選手として君臨している。そのほか体操選手並みの軽業で飛び跳ね、ボクシングのパンチを打つなど技術も使いこなす。選手控室では千春を天井に突き刺し、花山のパンチを意に介さず逆に投げ一発で沈め、スペシャルマッチで行われた体長25m以上の巨大アナコンダを相手にレスリングで圧勝。そのままジャック・ハンマーと対決し、桁外れの身体能力でジャックを圧倒。しかし途中からドーピングの効果が解放され始めたジャックに押され、最後は折られた肋骨を心臓に叩き込まれ完敗した。その戦いの最中、左手小指と薬指を噛み切られ欠損。続編でも指の欠損は修復されていない模様。
最凶死刑囚編でも序盤に登場するが、天井から襲ってきたシコルスキーに倒される。その後は車椅子の生活となって療養するが、その時に襲われたシコルスキーがトラウマとなる。
スピンオフ『バキ外伝 ガイアとシコルスキー〜ときどきノムラ 二人だけど三人暮らし〜』でも登場。前述のトラウマを荒療治で乗り越え、リベンジのためにシコルスキーの元へ訪れる。
モデルはアレクサンドル・カレリン。最強のトーナメントを描くには避けて通れない人物だったという。
大蛇（アナコンダ）
【野生】
リザーバーとして登場したガーレンとのスペシャルマッチに現われた、体長25mを超す巨大な蛇。スタッフの小坊主を飲み込みかけるなど大暴れした後ガーレンと決し敗れる。その後、大会が終わって勢揃いする選手たちに混じってチャンピオンロードに現れる（尾だけ見える）。
作者によると映画『アナコンダ』を見て、「これは強そうだ」と思い登場させた。
御輿芝喜平 （みこしば きへい）
声 - 北村弘一 / - / - / - / 松山鷹志
【護身流合気柔術】
護身流合気柔術開祖で渋川剛気の師匠。渋川に「真の護身」について教授した。彼の回想において度々登場する。
歩行も困難な老体だが構えに一切の隙がなく、並の使い手では相対しただけで恐怖に駆られるほど。野心を剥き出しに挑んできた若き日の渋川と立ち合うが、その気迫に圧されて刀を抜いてしまい、柔術での敗北を認める形となる。
ジェーン
声 - 日野由利加
ベトナム戦争時代、アメリカ兵を相手に素手で戦っていた勇次郎が出会った、反アメリカの女傭兵。アメリカによるベトナムへの攻撃を「弱い者イジメ」と評し、自分が殺したアメリカ兵の死体に対して怒りを込めて大量の銃弾を撃ち込んだりしていた。
しかしその正体はカナダ出身の軍人であり、本名はダイアン・ニール。超大国アメリカを危惧する国連が、一国家にも匹敵する戦闘力を秘めた存在である勇次郎を確保する作戦に就いていた。しかし、これらを勇次郎に全て見破られていた挙句、アメリカ軍による一斉砲撃に際してその身を掴まれて砲撃の爆音にさらされ、結果として恐怖に屈した自分自身をさらけ出したことで戦士としての使命も生き方も全うできぬまま勇次郎に一方的に敗北し、犯される。その後、彼女は無事だったものの勇次郎によって味方部隊は壊滅し、その件に対する責任を上層部より問われ、軍刑務所に投獄され獄中にて勇次郎の子、ジャックを出産した。
ジャックが最大トーナメント決勝戦後に勇次郎と戦い、敗れて救急車で搬送される際、その様子を見つめるジェーンらしき女性が防犯カメラの映像に映っていた。
ジョン博士
声 - 樫井笙人
老科学者。偶然にも北極熊を素手で倒す人間（勇次郎）を目撃して以降、科学力による人体改造に傾倒する。学会から邪険にされていたときジャックと出会い、その壮絶なトレーニング観に共鳴して新薬を渡した。当初は悲願が達成しつつあると喜んでいたものの、強くなりすぎたジャックが自分の夢を離れて暴走する。その成果が悪魔の領域にまで達したと感じたため、悔悟の念に苛まれ、最期は拳銃で自らの命を絶った。
ジャックに驚異的な身体を与えた張本人であり、ジャックからは「博士」と呼ばれるなど彼から慕われている様子が描かれている。

## バキ

### 最凶死刑囚編
スペック
声 - 伊丸岡篤（2016年OAD版） / 茶風林（TVアニメ第2作版）
【無呼吸運動】
アメリカの死刑囚。最凶死刑囚で最大の体躯にスキンヘッド、全身に刻まれた数多くのタトゥーが特徴。性格は極めて残虐かつ狂気的で、作中では警官や刑務所職員だけでなく一般人さえも不必要に殺傷している。
驚異的な心肺機能を持ち、トップアスリートでも40秒程度が限界な全力での無呼吸運動を5分間継続できる。しかし拳法の類は身につけておらず、花山と同じく生来の戦闘力で圧倒するスタイルで戦う。
アメリカ・フロリダ州沖水深200mの潜水艦に設けられた海底刑務所に収監されていたが、持ち前の心肺機能を生かし生身で深海から水面まで泳いで脱獄に成功する。東京に到着し都内の公園で刃牙の前に突如姿を現し彼を叩きのめしたが、駆けつけた警官隊におとなしく降伏する。しかしその後はどんなに頑丈な牢に入れられようと、あるいは強固な警備が敷かれようとも圧倒的な力で牢を自由に出入りし、その度に人的にも物的にも多大な犠牲を生んだ。
梢江とデート中の刃牙を襲撃しようとするも、そこに立ちはだかった花山薫と戦うことになる。花山と正面からの殴り合いに敗れ一度は警察に引き渡されるもすぐさま復活し、警察署で警棒・拳銃・閃光弾などの武器を強奪して再び花山に襲い掛かる。あと一息で倒せるところまで追い詰めるが、不屈の耐久力と精神力を見せた花山の猛反撃を受け、最終的に喉元を握り潰され完全に敗北する。
それから病院に保護されるが、己の精神が敗北を認めたため、肉体が急激に老化し骨と皮だけになってしまう。その驚異的身体からは想像できないが、検査により実年齢97歳の老体であることが判明した。
後日譚「REVENGE TOKYO」でも変わらず97歳の老体のまま病院で装置に繋がれている。しかしサーモグラフィによるとスペックの体内では筋肉運動が起こっており、その様子はさながら水泳、しかも水飴のような高粘性の液中を最も消耗の激しいバタフライで泳いでいるようだと診断されている。
無呼吸連打
無呼吸状態で一瞬の間も与えずパンチやキックの乱れ打ちを繰り出す。常人ならばどれほど高速で連打を行っても合間に挟む呼吸が僅かな隙を作ってしまうが、スペックは5分間の無呼吸運動が可能なため反撃の隙を一切与えない。日本に来る前にこの技で米国の自由の女神を倒壊寸前に陥れた。しかし圧倒的な打たれ強さを持つ花山には通用せず、正面から受け切られた上で強烈な反撃を食らった。
ドリアン / 怒李庵海王（ドリアン かいおう）
声 - 石塚運昇（2016年OAD版） / 銀河万丈（TVアニメ第2作版）
【凶器攻撃+中国拳法（白林寺）】
アメリカの死刑囚。老年の白人男性。10分間の絞首刑に耐え、その場に居合わせた刑務官や医師、神父らを全員殺害して脱獄した。ライターに仕込んだ特殊繊維（アラミド繊維をチタニウムと焼結させた、目に見えないほど細く頑丈なもの）などの隠し武器と催眠術を用いて戦う。いきなり涙を流して泣いたり、必死の命乞いをするなど相手の虚をつくことにも長け、相手を追い込む際にはシャルル・アズナヴールの「O Toi La Vie」を歌い上げる。
凶器攻撃に頼らずとも、格闘者としても優れている。実は欧米人として初の「海王」の称号を得た拳法家「怒李庵 海王」であり、烈の白林寺で修行をしていたことがある。海王になる前の烈と怒李庵海王には純然たる技量差が存在していた。
愚地独歩を好敵手として認め、主に神心会関係者と何度も激闘を繰り広げた。手始めに克巳を不意打ちで倒し、その後も末堂と加藤を瀕死の状態に追い込むが、独歩との勝負では全く歯がたたずに最後は泣きじゃくりながら敗北を認める。だがそれは演技であり、直後運ばれた病院から脱走して愚地邸を襲撃。帰宅した独歩の顔面を右手に仕込んだ爆弾で吹き飛ばした。
しかし、敗北を認めた振りをして襲撃するというそのスタイルは、心の中では自分の我を貫き通せたことがない、つまりは本当の意味で一度も勝ったことがないことの表れであると自覚しており、その後の烈との戦いでは「君に勝ちたい」と新しい願望を烈に打ち明ける。その烈から「あなたの望みは叶わない」と宣告され完全に敗北した結果、そのストレスに耐え切れずに精神が崩壊。幼児退行してしまいキャンディをねだる姿は烈を涙させた。
中国大擂台賽編では、オリバに連れられて壊れた精神のまま怒李庵海王として擂台に上がり楊海王と対戦するが、試合にならなかったため敗北してトーナメントから退場する。とはいえ、試合にならなかったのはドリアンの心が崩壊していたからにすぎず、楊海王の攻撃はドリアンの屈強な体には全く効いていなかった。
年齢は不詳だが終戦後の日本に米軍の二等兵として訪れており、その時は10代だったと語っている。また、幼児退行時の発言から父子家庭で育った模様。
後日譚「REVENGE TOKYO」では古巣の中国・白林寺にてリハビリに努めている。その内容は中国拳法の基礎訓練「站椿」の姿勢をとったままキャンディの油絵を描くというもので、高値で売れるほどの腕前だという。椀に山盛りのキャンディを全て食べ終わるまで、それもかなり腰を深く沈み込ませて日夜続けているため、下半身の筋肉が大幅強化され体重はリハビリ前より20kg増えている。
アニメ版では、中国拳法説明の際、己の拳足のみで山に穴をうがつエピソードほか、アニメオリジナルシナリオで烈小龍を海王に推した人物として登場している。
ヘクター・ドイル
声 - 羽多野渉（2016年OAD版） / 子安武人（TVアニメ第2作版）
【体内に仕組んだ武器による攻撃】
イギリスの死刑囚。身長は推定185cm前後、体重は80kg以上。女装して警視庁に潜入できるなど中性的な容姿をしている。電気椅子での死刑執行に耐えて脱獄、空軍基地から東京へ向かった。体の各所に仕込まれたギミックが武器で、手首と足首、肘や膝などに刃物、腕にはスプリング、胸には爆薬と、全身が文字通りの凶器となっている。ギミックなしの身体能力もかなり高い。
東京ではロブ・ロビンソンを瞬殺する。また、警察署にてビスケット・オリバを襲撃し彼に傷を負わせている（結果的にオリバはほとんどダメージを負っていなかった）。ホテルにストライダムといるところを鎬昂昇に襲撃されるが爆薬を使用し撃破する。その後は偶然出会った烈海王と交戦し、左眼を潰され圧倒されるが、とどめをさされる瞬間にジャック・ハンマーが乱入し烈に麻酔を注射したため、敗北を免れた。無防備になってしまった烈を重傷を負った状態でありながら見捨てられず一晩中警護し出血多量で死亡寸前に追い込まれる。神心会本部を愚地克巳もろとも爆破し、逃走中に愚地独歩と戦い失神させられ、神心会本部に運び込まれる。
そこで克巳と対峙し、気絶させられ目覚めるたびに倒されることを延々とくり返す。倒されても壊されても敗北を認めようとしないドイルに対し、克己はもうこれ以上は傷つけられないと降参するが、告げられたドイルの心境を変化させるに至り、ドイルは自ら喜んで敗北を受け容れることになる。克巳とドイルは友情を結び、武術家克巳は武術家ならぬドイルに武術の正拳突きを教えた。そして克巳に密航を手引きしてもらうが柳龍光に襲撃され、右眼に毒を受ける。両眼を失明し、海岸沿いの洞窟に潜伏していたがオリバに捕縛される。
後日譚「REVENGE TOKYO」では医療刑務所に収監されている。光を失った代わりに鋭敏な聴覚を手にしたため自分は満たされていると所長に話していたが、程なくして自らの鼓膜を破壊し残された聴覚すら手放す。そして一年半後、突如房内のコウモリを手掴みで捕らえ、次なる「触覚」に目覚め恍惚としている姿が描かれている。
シコルスキー
声 - 小野大輔（2016年OAD版） / 津田健次郎（TVアニメ第2作版）
【異常な身体能力による格闘】
ロシアの死刑囚。犯罪者でなければ国に幾つもの金メダルを齎したであろうと評されるフィジカルエリートであり、特に握力に優れる。得意技は岩のように硬く握られた拳による打撃で、中指の第二関節を突き出したその握り拳（カーヴィング・ナックル）は刃物のように敵を切り裂き相手に屈辱的な深い傷を残す。己を実戦家と自認し、競技者たちを見下す。一方、元々止むを得ない事情がなければ非戦闘員には手を出さず、戦闘スタイルも他の死刑囚と比べれば正々堂々としている。
弾道ミサイル基地を流用した刑務所に収監されており、100メートルを超える高さのミサイル発射口から、目視も危ういほど僅かな壁の傷や錆などを利用した登攀で脱走した。同国人のガーレンを急襲し、瀕死の重傷に追い込んでいる。来日して地下闘士や他死刑囚と顔合わせをした後に、猪狩完至を倒して屈辱を味わわせる。その後、範馬勇次郎に顎で使われ梢江を拉致し、怒り狂った刃牙とオリバにアジトを襲撃され捕獲される。脱走に成功し柳龍光とともに刃牙に攻撃を仕掛けるも、色を知って成長を遂げた彼には手も足も出ず一蹴される。
また猪狩の恨みを買っていたことが尾を引いて、地下闘技場に運び込まれ、嘗め切っていた「競技者の試合でのヨーイドン」を突き付けられる。シコルの戦い方がジャック範馬にはまるで通用せず、ジャックと交代したガイアと戦うものの環境利用闘法に苦しめられ、攻撃されるのが分かっているのに全く対処できないという真の恐怖を味わい心の底から敗北を認め崩れ落ちる。
スピンオフ『バキ外伝 ガイアとシコルスキー〜ときどきノムラ 二人だけど三人暮らし〜』ではガイア / ノムラと共に主人公を務める。リベンジのためにガイアの元へ訪れ、奇妙な共同生活を営む。本編では考えられない人の好さを発揮しているが、元々ロシアの指導者に逆らって死刑囚になったと示唆する場面がある。また彼の作るボルシチは彼の母直伝の味と言い、幼少期に母の料理と思われるボルシチを食べている場面がある。また、死刑囚の時は星を眺めていたことから興味を持ち、天体に詳しい様子を見せる。
柳 龍光（やなぎ りゅうこう）
声 - 江川央生（2016年OAD版） / 二又一成（TVアニメ第2作版）
【空道（くうどう）】
日本の死刑囚。「猛毒 柳」「空師」の異名を取り、渋川剛気とは顔見知りでかつて彼の左眼球を潰した男。体格は160cmに満たないが「空道」と呼ばれる殺法の達人であり、手に真空状態を作る「空掌」「毒手（陰手）」「鞭打」などの多彩な技を使いこなす。空道師範国松の弟子にして、門下最強。「猛毒」とは酸素を示しており、酸素比率6%以下の大気（人間が一度でも吸うと意識を失ってしまう）を手の中に作って相手に吸わせる。看守の耳に口を当て息を吹き込んだだけで反対側の耳から脳を吹き飛ばすほどの肺活量を持つ。
空掌を使い防弾ガラスの独房を破壊して脱走。刃牙の所属する高校で渋川と刃牙二人を相手にし、空掌を使って刃牙を完全KOする。しばらくは出番がなかったが、シコルスキーとともに刃牙に再戦を挑むが、最愛を知った刃牙からは逆に手玉に取られた上に逃げられるという屈辱を味わう。だがこのとき刃牙に毒手を打ち込んでおり、猛毒が刃牙の身体を蝕むこととなった。またドイルを軟弱に堕落したとみなし、処刑するために襲撃するも取り逃がす。
最終的には5人の死刑囚最後の1人となり、宿敵渋川と決着をつけるべく夜の公園で渋川を待っていた。しかし、先にやってきた本部以蔵と戦闘になる。武器や公園の遊具を応用した戦術に手玉に取られ、刀で右大腿部を貫かれ、鎖分銅に左頬を抉られ、挙句の果てに毒手である右手を切断されるなど、格下の本部相手に予想外の大苦戦の末取り押さえられる（本部曰く、卑怯な毒手や凶器に頼りすぎて本来の強さを見失っていたのが敗因）。どう見ても柳の敗北であり、突如乱入してきた勇次郎からも敗北を宣告されるが、ここまで至ってなお敗北を認めず勇次郎を部外者とさえ反論したことで勇次郎の逆鱗に触れ、顎骨が砕けるほどの強烈な一撃を喰らい倒される。その後は登場せず、作者は「死亡か再起不能」と語っていたが、外伝小説『ゆうえんち』ならびに新装版描き下ろし『REVENGE TOKYO』で生存が明らかになっている。再び刑務所に収監され、脱獄時よりもさらに厳重な警備がされており、砕けた顎骨の代わりに強化プラスチック製のマスクを着け、切り落とされた右手には鈎爪状の義手が取り付けられている。
空掌
掌の中に酸素比率6%以下の真空状態を作り出し、吸盤の要領で物体を吸い付ける。強化ガラスやコンクリートさえもたやすく破壊し、人の呼吸器に用いれば失神や即死をもたらす。
毒手
素手を猛毒の武器と化す技術。毒砂（毒草・毒薬・毒虫を混合した砂）を配合した瓶に繰り返し貫手を突き入れ、皮膚に毒素を沈着させることで毒功を完成する。毒手で打たれた場合、軽傷でも肉も骨髄も冒されて死に至るという。
鞭打
体を極限まで脱力させ、手足を鞭のようにしならせて皮膚を打つ打撃技。全身を覆い鍛えようがない皮膚を狙うため防御が不可能であり、すさまじい激痛が走る。烈海王曰く「中国武術界においてもコロンブスの卵と称えられる打技」。刃牙や勇次郎も使用できるが、勇次郎は「女子供の護身技」として積極的には使おうとしない。柳は毒手の右手によって行い、後日刃牙に深刻なダメージを与えた。
園田盛男 （そのだ もりお）
声 - 石井康嗣（TVアニメ第2作版）
警視庁警視正。死刑囚事件の担当。オリバに死刑囚の捕獲を依頼のためにアメリカに渡った。自身も柔道の師範代だが、スペックにはまるで子供のようにあしらわれている。渋川とも親交が深い。
梅沢
声 - 石原凡（TVアニメ第2作版）
都内の裏路地に診療所を構える外科医。独歩と親交が深く、町医者に身を落としてはいるもののその腕前は一流。鎬紅葉も自身以上の技術を持つと認めており、たった数週間ほどでドリアンに斬られた彼の左手首を接合、完治させた（彼の診療所が近くにあったことや、切断面が整然だったこと、独歩の手首の処理が完璧だったことも幸いした）。
『バキ道』では烈海王の右腕を愚地克巳への移植手術を行い、見学していた紅葉も驚く早さと精度で手術を完了させた。
マイケル・ホールズ
声 - 飯島肇（TVアニメ第2作版）→ 田中亮一（TVアニメ第3作版）
アリゾナ州立刑務所所長。オリバに会いにきた園田を空港で迎えた。
『範馬刃牙』では刃牙入所の際、身体検査で得られたデータを見て、刃牙にそれが囚人たちの中でもずば抜けているという。そして、オリバから自分の所へ刃牙を連れてくるよう言われたことを伝えた。また、ボクシング協会から100万ドルの寄付と共に、彼らが恐れる「ボクシング界へと復帰を試みる犯罪者」すなわちアイアン・マイケルの選手生命を絶つよう依頼を受け、「マウス」を使うことを決める。
その後、オリバとゲバルの戦いから2日後に刃牙が試みた「外出」に対し、銃を手にした看守を率いて阻止しようとするも、銃を過信して看守共々刃牙に近づいた挙句その間合いに入ってしまい、世界初の「素手の犯人に銃を突きつける人質」となってしまった。その刃牙からの挑発を受け続けたオリバから刃牙との戦いを大々的に配信するアイディアを持ち掛けられ、囚人に道路を作らせるよりは大儲けと承諾するが、2人が勝手に戦いを始めたためその目論見は水泡に帰す。そして翌日、オリバから刃牙を出所させるよう、囚人全員の脱走よりはいいだろうと半ば脅され、刃牙を出所させた。
ビスケット・オリバ
声 - 屋良有作（TVアニメ第1作版） / 大塚芳忠（TVアニメ第2作版）
【怪力】
アリゾナ州立刑務所の囚人。リンク先を参照。
ジェフ・マークソン
声 - 安原義人（TVアニメ第2作版）
かつてマンハッタンで浮浪者から金を脅し取っていた悪徳警官だったがその現場をオリバに見つかり、先制攻撃を加えるがそれは全く通用せず、逆に全身に死を免れる範囲内で最大限の攻撃を受け、それ以来まともな手足が一本も残されていない人生を送っていた（義肢なのか装具を用いているのか、手足を動かす時に音が出る）。オリバを恨み独自にオリバの力量や行動パターンを研究した末散弾銃と爆弾を手にビルを制圧。複数の人間を殺傷し、駆けつけた警官隊にオリバを来させるよう要求し、彼に銃口を向けて全裸にしてから銃撃するが、予想通り体に小さな傷を付けただけであった。そして、切り札である日本刀を手にオリバの心臓を狙うが止められ、胸に強烈な拳を受けビルから転落。転落死するに十分な高さから叩き落されていたが、オリバの拳によって胸に大きな陥没が出来ており、地面に激突する前に絶命していた。
国松（くにまつ）
声 - 千葉繁（TVアニメ第2作版）
【空道】
「大日本武術空道」の当主で、柳龍光の師匠。眇と乱杭歯が目立つ老人で、大麻を喫煙しながら殺人行為を笑い話にするなど、凶悪な振る舞いが多い。鍛錬によってまるで猛禽類のような手を作り上げている。
世界各国の軍人や警官に武術を指導しており、海外の武道家には幅広く絶対的な崇拝を受けているが、空掌や鞭打の技量は柳に一歩譲り、かつて左腕を落とされている（その左腕は柳が持ち帰り、柳の隠れ家に骨だけの状態で飾られている）。外伝『疵面』にも客演しており、詳細は該当項目を参照。

### 中国大擂台賽編 / 神の子激突編
郭 海皇（かく かいおう）
声 - 緒方賢一（TVアニメ第2作版）
【中国拳法】
齢146を数える中国武術界の頂点。黒眼鏡をかけ顔に深い皺が刻まれた細身で小柄な老人であるが、中国国手にして中国拳法最高峰「海皇」の称号を持つ唯一の人物。烈海王の師の一人。勇次郎からは「中国拳法そのもの、武術家を遮るあらゆる障害に屈せず完全を成した奇跡」と評される。
実力は海王の中でも別格で、全ての海王を束ねる海王中の海王であり、その権力権限は絶対的である。一見人格者のような振る舞いをみせるが、目的のためには手段を選ばず、失敗をした者には容赦の無い制裁を加えることをも厭わず、敗者には目をくれることもない。
普段は車椅子に乗っており、単純な筋力だけならば日常生活でも不便を感じる程度の力しかないが「必要なとき、必要な術を、必要な速度で発揮する」という理合に基づき、人智を超えた強さを持つ。最大の特徴は極限の脱力「消力（シャオリー）」にあり、防御面ではあらゆる攻撃を受け流すことができ、攻撃面では巨大なコンクリートの壁を叩き割り、勇次郎を流血させるほどの破壊力を有する。攻めの消力の理論に曰く、「打撃力は筋肉の弛緩と緊張の触れ幅の大きさである」という。
100年前の前大擂台賽の優勝者であり、当時は全身を鋼のような筋肉で覆いつくし、力と筋肉のみを信仰するパワーファイターであった。剛力をもって「理合」が嘘っぱちであることを証明するために道場破りを続けていたが、ある時本物の理を使う老武術家に手も足も出ずに敗れる。その日を境に力に頼ることを捨て、理合を手に入れることに人生を捧げ、90歳を超え箸と椀に重量を感じるようになった頃、大男をいとも簡単にねじ伏せる完璧な「理」を手にした。
一回戦ではサムワン海王と対戦し、あっさりと倒した上に大恥をかかせて晒し者にする。だがゲスト外国勢の大躍進と現海王勢の情けなさを目の当たりにすると、海皇の称号を中国の外に出さないために強権を行使して大会をトーナメントから団体戦へと変え、範馬勇次郎との対決を果たす。消力や軽功術などを駆使しながら勇次郎を苦戦させ一時は優勢になるも、勇次郎が本気を出すと逆に圧倒され敗北(死亡)寸前まで追い詰められる。そして勇次郎の止めのパンチが当たる直前、老衰で心停止となり死亡する。試合は勝負なし（引き分け）で終わるが、これは勝負から逃げるという術策であり、完全に死んでいたにもかかわらず起き上がって「力vs理合」「究極の暴力vs究極の武」は「理合・武の勝ち」と勝利宣言をした。「地上最強の生物」に対峙して、生き残ることはできたが、倒して勝つことはできなかった。試合後には勇次郎の実力を素直に認め、海皇の名を名乗ることを許したが勇次郎は断り、2人は100年後に再戦の約束をして別れた。
野人戦争編では烈海王に請われ来日し、愚地克巳の天賦の才を認めた上で彼に「マッハ突き」のさらなる進化への一助を与える。克巳の新技「当てない打撃」を見て「武を50年は進化させた」と感嘆する。刃牙道では宮本武蔵と戦いを望んだ烈海王の元に赴き、烈に自ら剣を使用しての実戦形式で「消力」を教える。最終的に烈の敗死を見届ける。
劉 海王（りゅう かいおう）
声 - 小形満（TVアニメ第1作版） / 飯塚昭三（TVアニメ第2作版）
【中国拳法（白林寺）】
黒竜江省の名門である白林寺の総帥。100歳を超えてなお筋骨隆々の巨体を誇る中国拳法の達人で、「闘神」や「拳神」とも呼ばれる。烈海王や怒李庵海王など優秀な人材を育て上げた名手。
最大トーナメントから端々で登場してきたが、本編に直接関わったのは中国大擂台賽編からである。アニメ32話では原作におけるドリアンが海王だと明かされる際の烈の回想エピソードが追加され、その際登場している。
大擂台賽の一回戦にて勇次郎と対戦するが力量の差は圧倒的で、顔の側面に貫手を受けたまま力任せに顔面の生皮を丸ごと剥がされ、さらにそこにハイキックを食らうという無残な敗北を遂げる。治療が間に合い一命は取り留めたそうだが、以降は登場していない。
龍書文（ろん しょぶん）
声 - 手塚秀彰（TVアニメ第2作版）
【中国拳法（居合）】
郭春成の友人であり、居合拳法の使い手。台湾出身の45歳。15歳から19歳までの間に全台湾擂台賽で連続優勝を果たし、それからさらに台湾黒社会でバーリ・トゥードの賭博試合をすること25年、無敗を保ってきた天才拳法家。別名「凶人・書文」。そして、オリバ同様「Mr.不可拘束（ミスター・アンチェイン）」の異名をとる。
中国連合軍結成にあたり招集され、1試合目でオリバと対決。オリバの怪力で振り下ろされる腕を片腕で受け止めるほどの身体能力に加え、手をポケットに隠したまま腰を切って加速させる高速の「抜拳術」は見切り難く、その貫き手はオリバの鋼鉄の肉体をも切り裂いた。一進一退の攻防の末に最後はオリバの頭突きによって敗れる。せわしなくポケットに手を入れたり出したりする戦い方を「スマートじゃねえ」と一度は評されるも、敗北の瞬間までハンドポケットの流儀は貫き通し、オリバからも「スマートな野郎だ」と敬意を表された。
外伝『花のチハル』にも登場。台湾マフィアに柴千春を始末するよう依頼され来日する。
郭春成（かく しゅんせい）
声 - 安元洋貴（TVアニメ第2作版）
【中国拳法】
郭海皇が120歳の時に出来た息子。別名「狂獣・春成」。浅黒い肌と長髪の青年で、仲間である範海王に食って掛かるなど性格は好戦的。中国連合軍結成の際に龍書文とともに招集され、2試合目で刃牙と戦う。刃牙とは互いに偉大な父を持つ者としてシンパシーを感じ合う。だが刃牙は毒の汚染を克服したベストコンディションであり、春成は初撃へのカウンターからの連撃をくらい、試合開始からわずか2秒で撃沈、完敗を喫する。目覚めた後に父からは「武から身を引け」と叱咤される。
範 海王（はん かいおう）
声 - 滝知史（TVアニメ第2作版）
【中国拳法（拳王道）】
李海王の兄。広東省出身。リンゴを真っ二つに切り裂く鋭い蹴り技を持つ。中国連合軍VS日米勝ち残り連合軍の4試合目にマホメド・アライJr.と対決し、ボクシングを「蹴り技がない」と指摘するが、「地面を蹴る」パンチで痛打をくらい、アライJr.に全くダメージを与えることができないまま敗北となる。
彼が登場する前に勇次郎が世界中に自分の子がいるような発言をしたことや、「範」という苗字から勇次郎の新たなる息子と予想されたが、キャラクターが立たなかったため取りやめとなった。
李 海王（り かいおう）
声 - 池田知聡（TVアニメ第2作版）
【中国拳法（薬硬拳）】
範海王の弟で、中国全土最高の毒手の使い手。柳龍光と同じ毒手の使い手ではあるが、柳は日本に伝わった「陰」の七巻のみに基づいた不完全な毒手であるのに対し、李は陰陽十二巻揃った完全な毒手を持つ。
陽の毒手はごく限られた条件では解毒に転じるという可能性に賭けて烈が刃牙と対戦させようと目論んでいた人物で、運良く刃牙と一回戦で対戦する。対戦開始直後は刃牙が衰弱していたことや毒がダメージを与えたことなどから一度はダウンを奪うが、烈が賭けていた毒と毒の化学反応が刃牙の体内で実現し、一気に活力を取り戻した刃牙には手も足も出ず、負けを認める。対戦後は刃牙から最大限に感謝される。その後の団体戦では兄の敗北を見届ける。
サムワン海王（サムワン かいおう）
声 - 星野貴紀（TVアニメ第2作版）
【中国拳法+ムエタイ】
タイ出身の海王。25歳。年端も行かぬ少年の時分に、巨大なコブラと戯れる姿を中国拳法の師・蘇栁勝に見初められ、10年近くにも及ぶ訓練を受ける。その後香港で各種擂台を制覇し海王の認可を得た。武術もまた身体能力を競うものであり、気や発勁をまやかしにすぎないという持論の持ち主。
一回戦で郭海皇と対戦するが、蹴りを放った直後にトランクスを脱がされ睾丸にデコピン一閃を受けるという屈辱的な敗戦をする。敗退後には勇次郎に挑発を受け、突っかかるも返り討ちに遭う。
登場後少しして行われた人気投票において、並み居る旧キャラクターらを押しのけ9位という快挙を成し遂げる。
楊 海王（よう かいおう）
声 - 川津泰彦（TVアニメ第2作版）
【中国拳法（金剛拳）】
山東省出身。打撃、軋轢、砲撃、台風時の岩や流木の落下する中で滝行という荒行で、五体を金剛化するという金剛拳の使い手。
一回戦で怒李庵海王と対戦。戦意の無いドリアンを一蹴するも一方的な戦いに納得がいかず、オリバに問い詰めたことで、楊とオリバのエキシビジョンマッチに変更となる。だがそれこそオリバの狙いであった。頑丈さへの自信と慢心から先手を譲ったことが仇となり、あっけなく頭上から体を潰されてしまう。
寂 海王（じゃく かいおう）
声 - 青山穣（TVアニメ第2作版）
【中国拳法（空拳道）】
日本人海王。禿頭で髭面の中年男性。試合時には眼鏡を外し上半身全て脱ぐ。
空拳道を完全なる自己防衛を掲げて普及に尽力する。日本全国に2万4千人の弟子を持ち、弟子たちの講師となるべき強い格闘家を探し、スカウトして廻っている。
一回戦では陳海王に危なげなく勝利する。外国人海王であるため郭海皇の中国連合軍から外され、中国連合軍VS日米勝ち残り連合軍の3試合目で烈海王と対戦。烈の方がはるかに格上であったが、「烈をスカウトする」という意欲を燃やす。技術が通じずとも手段を選ばない心理攻撃で翻弄する。最終的には力量の差までは覆せず敗北したが、烈は寂を最大限に認めて心の中で称賛していた。しかし、烈の全力の攻撃を受けて完全に倒れ伏したと思われていたものが試合が終了したらすぐに立ち上がってスカウトを再開してきたため、烈は微妙な表情で試合場を後にした。
野人戦争編にも登場。ピクルに興味を持ち、「前途ある若者を正しく導く」との名目で彼が住む在日米軍基地に侵入。しかし実際はピクルと闘いたいだけだと、同じように侵入していた独歩や渋川たちには見透かされていた。
除 海王（じょ かいおう）
声 - 蓮池龍三（TVアニメ第2作版）
【中国拳法（竜王拳）】
江蘇省出身の海王。天を撞く巨人。長いリーチを活かした拳法使い。一回戦でマホメド・アライJr.と戦うも、散々に翻弄され敗北。
孫 海王（そん かいおう）
声 - 幸野善之（TVアニメ第2作版）
【中国拳法（節拳道）】
吉林省出身の海王。海王歴7年。五指にはめた指輪を破壊するほどの握力を持つ。しかし一回戦で対戦した烈に、得意の握力勝負で惨敗したうえ「海王を返上しろ」と酷評される。
陳 海王（ちん かいおう）
声 - 遠藤大智（TVアニメ第2作版）
【中国拳法（三合拳）】
福建省出身。拳気地の三要素から成る「三合拳」の使い手。一回戦で寂と対戦するも敗れる。試合中、寂に認められてスカウトされている。
毛 海王（もう かいおう）
声 - 石川ひろあき（TVアニメ第2作版）
【中国拳法（受柔拳）】
河北省出身。太身の体格で目が細い。一回戦最後の試合で範海王と対戦する予定だったが、郭海皇のルール変更案に納得せず、また団体戦の人数あわせのため郭海皇に失神させられてしまう。
マホメド・アライ
声 - 田中秀幸（TVアニメ第2作版）
【ボクシング（マホメド・アライ流拳法）】
生きながらにして「神」と呼ばれる伝説のボクサー。その強さと生き方から20世紀最高のスポーツマンとして世界的な人気を誇り、勇次郎も敬意を表している。ボクシングの型を超えた全局面闘法「モハメド・アライ流拳法」を創るのが彼の悲願であったが、ベトナム戦争への兵役拒否での長い投獄生活によるブランクでその夢は絶たれてしまう。その夢は息子に託された。
引退後は幾多の激闘を通じてパンチドランカーを患っているかのように思われていたが実はそのダメージは息子のアライJr.とのスパーリングによって受けたものであった。その後、必死のリハビリ・トレーニングを重ねた結果1分間なら現役時代と変わらぬファイトができるようになる。それは自身に致命傷を与えた息子へのリベンジのためであり、血縁をものともせぬ闘争心を窺わせるものだった。だが同時に駆け引き上手な策士としての一面を持ち、それゆえ自分の思い通りに事が進んだ時などには満面の笑みを浮かべることがある。
刃牙と息子アライJr.の試合終盤には、不十分な覚悟で戦うJr.を刃牙が本気で殺そうとしているのを見て、自分が刃牙に返り討ちにあって死ぬことを覚悟の上で乱入し、刃牙にパンチを叩き込んで試合をJr.の反則負けで強制終了させる。
烈海王ボクシング編では、烈が宿泊するホテルに自ら出向き、ジョー・クレーザーの強さに関する情報を、烈に警告する形で与えた。
マホメド・アライJr.
声 - 保志総一朗（TVアニメ第2作版）
【マホメド・アライ流拳法】
マホメド・アライの息子。父が完成することのできなかったマホメド・アライ流拳法を完成させ、その拳速は人間の反応速度を超えている。幼少期に勇次郎と面識を持っている。彼の技術はマホメド・アライ流拳法でありボクシングではないため、正規のボクシングの試合には出場しない。
来日し、梢に一目惚れする。大擂台賽では除海王と範海王に完勝する。その後は刃牙をライバル視し、彼に勝利して「最強」の称号と梢を手に入れるために、かつての刃牙のライバルたちと次々と対戦し、梢江にアプローチを続ける。独歩と渋川に一度は勝利するも、ジャック・ハンマーとの戦いに敗れ、重傷を負う。さらに独歩・渋川との再戦で徹底的に痛めつけられ、父にも完敗。一時絶対安静を余儀なくされるが、刃牙との決戦が決まると無理をおしてのトレーニングを12時間続けて完治させた。地下闘技場での決戦の際、マホメド・アライ流拳法のスタイルから「たとえ自分が瀕死に追い込まれても、（自分は）殺されずに（相手を）殺る」と決意するが、裸絞めでの絞殺一歩手前にまで追い込まれ完敗。刃牙からは死ぬ覚悟なしで戦っていたことを見抜かれ、批判を受けている。ほぼ負けていた試合は父の乱入で反則負けに終わり、刃牙に殺されるところを父に護られるという情けなさであった。
実力的には作中屈指のものを持っているが、真剣勝負に対する認識の甘さゆえに敗戦を重ねている。刃牙との戦いの後に、悔しさで号泣しているところを梢江に抱きしめられるが、それは単なる哀れみであり戦いの場でも恋愛でも刃牙と同じ土俵に立っていなかったことを悟った。
モデルとなっているのはモハメド・アリで、「若い頃のアリが現代に現れたらどうなるのかを描きたかった」と作者は語っている。

## 範馬刃牙

### 実戦シャドーファイティング編
規格外象
東アフリカ・タンザニア連合共和国セレンゲティ国立公園で発見された規格外の大きさのアフリカ象。正式な体長は不明。977頭の動物および41名の人間を殺害。また、1日平均21.2トンもの食料を喰らうため、放っておけば2年後には公園の90%が砂漠化し、生態系が壊滅すると言われていた。
事態を重く見た公園のレンジャーと軍隊からハンティングされるが、銃火器や装甲車を一蹴し、部隊をほぼ壊滅に追い込んだ。その直後、乱入してきた範馬勇次郎によって、素手で倒された。
サマン
声 - 玄田哲章（TVアニメ第3作版）
セレンゲティ国立公園のレンジャー。規格外象ハンティングに参加した中で勇次郎を除く唯一の生存者。
記者会見においてハンティングの様子を正直に話し「ミサイルを使うべきだった」と語ったが、伝聞と航空写真程度でしか象を知らないマスコミからは非難の的にしかならなかった。同様に、最後は一人の男（勇次郎）が象を倒したという結末も信用されず、「あの現場を見た自分ですら信じられないことを、誰も信じるはずがない」と自ら予想した通り嘘つき扱いされている。が、幼い息子のフリオのみは理解を示しており、サマンも彼に対してのみ、勇次郎に関する事実を詳細に話している。
鮎川ルミナ
声 - 潘めぐみ（TVアニメ第3作版）
刃牙の近所に住む小学生。いじめっ子の同級生に強要され、刃牙に刃物で喧嘩を売る。ルミナ本人は「小学生の自分に本気になる訳が無い」と期待していたが、当の刃牙には本気の対戦者とみなされ、尻に強烈な平手を受ける。その後は圧倒されうろたえるいじめっ子を尻目に、拳を交えた男同士として刃牙と友情を結び、リアルシャドーに立ち会うなどした。
ボクシング通を自称しており、刃牙のリアルシャドーの動きから、想定する相手がアイアン・マイケルであることを見抜いた。同様に、想像上の巨大カマキリ（後述）との対戦も克明に見取るなど、非凡な眼力がある。
野人戦争編でも登場し、刃牙にピクルと対戦しないのかとしきりに尋ねていた。
体重100キロの蟷螂
草むらで捕えた本物の蟷螂を基に、刃牙の強大な想像力で作り出した幻。刃牙いわく蟷螂は昆虫界における格闘の専門家であり、同じ体重ならば蟷螂が最強であるとのこと。蟷螂がその身体能力をそのままに人間と同等以上の体重（100kg）まで巨大化したらどうなるか、実験された。脳震盪を誘う、視界の死角に入るなどの対人間用の闘法が通じないため、刃牙を苦しめる。これに対し、刃牙は蟷螂拳に酷似した格闘スタイルを選択。さらに鳥が虫を捕食するかのようなスタイルへと進化し、完全勝利した。
その戦いを聞き勇次郎は破顔大笑し、幻の相手など仔犬にも劣ると酷評した。しかし、ストライダムは規格外象を倒した勇次郎への意趣返しとしてふさわしかったと評価している。

### 超絶!!監獄バトル編
ジョージ・ボッシュ
声 - 大川透
第42代アメリカ合衆国大統領。約束を破ったりはしないが、政治家としては短絡的で矮小な人物。
かつてJ・F・ケネディが狙撃された通りでのパレード中に、刃牙により誘拐される。連れ込まれた喫茶店で、刃牙に自分をアリゾナ刑務所に収監するよう要求され、それを飲む。またゲバルが合衆国からの独立を要求した際は軽薄にも空爆を企むが、既に国中に潜入していたゲバル軍団の脅迫に屈する。後に半ばあてつけのように「独立を妨害しない限りはあなたを守る」というレッセンを呼び出し、自分の命を狙うように仕向けた勇次郎と戦わせようとするが、「（勇次郎と戦うことは）自殺行為」と言われ、勇次郎から逃げる最良の手段としてレッセンに蹴り飛ばされ2階の窓から落下した（落下するよりも早く屋外に出た勇次郎に拾われて怪我はしなかった）。
勇次郎とレッセンを戦わせようとした際、勇次郎から「任期最後の願いとはこれか？」と問われていたが、後にオズマに大統領の椅子を譲った。
J・ゲバル（純・ゲバル）
声 - 野島健児（TVアニメ第3作版）
【無隠流忍術】
アリゾ国の大統領。21歳。刑務所内では「ミスター2（セカン）」と呼ばれている。これは刑務所内のランキングがオリバに次ぐ2位という意味ではなく、2人目の「ミスターアンチェイン」という意味である。実際、囚人を友としてオリバのような贅沢をせぬものの、あらゆる行動と要求を黙認され、気ままに暮らしていた。
つかみどころのない飄々とした性格をしており、「今日は死ぬにはいい日だ」を口癖にしている。また、死ぬとき以外は地に身体を預けないというポリシーを持つため、普段はロッカーの中で立って寝ている。
日系三世で、幼少時から祖父に無隠流忍術で鍛えられていた。近代格闘技の死角は「支え」であるという持論を持ち、足場を斜めではなく縦に利用し地球の核と一直線になるようにパンチを放てる。また、相手を翻弄する常識外れの奇策や、髪の毛を相手の耳に突き入れ三半規管を破壊するなどの技も得意とする。本気で闘う際は顔に泥でメイクを施す。
元々は自分の島で海賊の頭目をしていたが、17歳で島の独立を目指して組織を作り、素手による戦闘術を構成員に教え込む。結果、組織は訓練によって幾人もの死者を出しながらも自ら離脱するものは一人もおらず、最終的には組織員全員が素手でのハイジャックや原子力発電所の奪取が可能（素手の戦闘術を備えていれば、厳重な武器チェックがある場所にも容易に出入り可能であるため）になるに至る。その構成員をアメリカ各州に2名ずつ配置し、かつ自身はボッシュ自宅へ赴く脅迫によって島の独立をアメリカから勝ち取った。その危険性ゆえアメリカから、範馬勇次郎やオリバと同様に24時間体制で軍事衛星に監視を受けている。
島の独立後、アメリカ最強のオリバの強さを聞き、闘いを挑むため刑務所に入る。刑務所で刃牙を含む多くの囚人や看守が見守る中、オリバと対戦し互角以上に渡り合った末に決め技で勝ったかのように見えたが、ゲバルが見ていた戦闘中や勝利後の光景は全て「夢」であり、実際には互角以上に渡り合うこともなく、本気を出したオリバのパンチ一発で失神し敗北。しかし試合内容には満足したらしく、夢から醒めた後は密かにロッカーの下に用意していた抜け穴から脱獄して故郷に帰った。この際、オリバとマリア宛に彼なりの自国への招待状として島の紙幣を残した。
老人
声 - 麻生智久
ゲバルと同じ房に収監されている高齢の囚人。本名は不明。刑務所に入ってきたばかりのバキに対し「今夜が最後の安息になる」と、アリゾナ州立刑務所の異常性を示唆した。食堂で他の囚人に席を譲ってもらえるなど、囚人間ではある程度顔が利くようである。懲罰房に入れられた刃牙に食事の世話をする傍ら、ゲバルの素性と過去について伝えた。この際「私語をした」として看守に襲われるも、刃牙がこれを迎え撃った。
ケント
声 - 斉藤次郎
刃牙がアリゾナ州立刑務所に収監後、同室になった囚人。備え付けのベッドから体が大きくはみ出すほどの長身で、「ミスター2（セカン）」の正体を知らなかった刃牙は彼がそうだと勘違いした。ゲバルからは信用を置かれているようで、オリバとの決戦を前にゲバルから「嵐の封じられた壷」を預かってくれるよう頼まれている。
ファースト
声 - 山本格
ゲバルに対抗心を抱き、勝負を挑んだ巨漢の囚人。ファーストの名前はゲバルの異名である「ミスター2（セカン）」に対抗して名乗ったもので、本名は不明。元大相撲の力士にして総合格闘技でも活躍するが、その怪力を路上の喧嘩で使い、傷害致死で収監された。ゲバルを倒して彼同様の自由を得ようと食堂で勝負を挑むが、食事の邪魔をされ不快感を抱いたゲバルから拳銃（看守から奪ったもの）を握らされる挑発を受け、引き金を引く以外の“自由を奪われた”挙句に金的蹴りを受けて悶絶。その後ゲバルに誘われるまま体育館で再戦、今度は自分の得意分野である相撲で挑むが、耳の穴にゲバルの髪の毛を突っ込まれて三半規管を引き裂かれ、平衡感覚を喪失して完敗する。勝負後、ゲバルを恐れる看守から全ての規則違反を単独行動として処理され、一声かけられた後に射殺された。
カモミール・レッセン
声 - 小野賢章
ボッシュの警護を担当する大統領警護官だが、実はゲバルの島の出身者にして、ゲバルがボッシュのもとへと送り込んだ部下。シークレットサービスに潜伏し、島の独立を勝ち取るためにボッシュを脅迫した。ただし、独立との引き換え条件として、ボッシュがゲバルと敵対しない限り彼の命を守ることを第一としている。
ボッシュがゲバルへのあてつけに自身を勇次郎に襲わせた（それによりレッセンと戦わせようとした）時は、そのボッシュの行動を「自殺」であるとして、自殺の意図のある者を守ることはできないと、警護を拒否。2階の窓から下の庭に向けて蹴り飛ばした。しかし実はそれは、ボッシュが大怪我をするのを覚悟の上で「勇次郎による確実な死」から回避させるための行動であった。それでもボッシュが庭の地面に激突するより早く勇次郎がボッシュを捕まえてしまうが、その行動は勇次郎をして「正しい」と評価されるもので、ゲバルへの興味を抱かせた。
サミュエル
声 - 楠大典
アリゾナ州立刑務所副所長。ホールズがアイアン・マイケルの件の依頼を受けた際、苦手としている「マウス」の3人に同行して、刑務所中庭での彼らによるマイケルへの壮絶かつ一方的な攻撃を目の当たりにし、「やめてくれ」と訴えるも当の「マウス」からは聞き入れられなかった。そして、彼らがマイケルの選手生命を絶つべく、右腕の腱をナイフで切断しようとした時、突如としてゲバルが現れる。そして、ゲバルの手で「マウス」が一蹴された後はそのゲバルから、後始末を任される。
唇（リップ）、歯（トゥース）、舌（タング）
声 - 山寺宏一（TVアニメ第3作版）
【カウンセリングデータファイター】
「マウス（口）」と呼ばれる一卵性三生児の看守。その名はホールズ曰く「キング・オブ・コンビネーション」である「口（くち）」を構成する部分に由来する。リップがリーダー格。一人一人の戦闘能力は高くはないが、3人合わせた時の実力は一流格闘家を凌駕し、3人1組の連携で相手を倒す。しかし、その内の一人がやられると連携は一気に崩れ落ちてしまう。ホールズの依頼でアイアン・マイケルと戦い、一対一の戦闘方法しか想定されていない格闘技の弱点を突き、ボクサーであるマイケルにルールも礼儀も無い卑劣さを含んだやり方で勝利する。ボクシングができないようマイケルの腕の神経を切ろうとしたところ、突如ゲバルが現れ、風車や放尿など3人の連携を乱されてしまう。それでも体制を立て直して3人でゲバルに攻撃を仕掛けるも、彼の一撃によって歯（トゥース）が倒される。その化物ぶりを目の当たりにした唇（リップ）はその場から逃げ出し、残った舌（タンク）は戦意喪失した。
マリア
声 - 小山茉美（TVアニメ第3作版）
オリバの恋人。昔は誰もが振り返る美人だったが病に冒され、投薬の副作用で肥満化、キングサイズのベッドを一人で埋め尽くすほどの巨体になってしまう。しかし、強靭な精神力を持っており、美しかった頃の気高さを失っていない。気難しい性格でオリバに我が侭を散々にぶつけているが、実際はとても懐が深くオリバのことを心から愛している。極度の肥満体ゆえに自力で歩くことは困難だが、オリバと刃牙の戦いの終わりを察した際には戦いの場へと自ら歩いて向かい、オリバの敗北を目の当たりにした。その後、オリバに自分を自室まで運ぶよう要請。敗北してもオリバとの関係は変わらないことを見せつけた。

### 野人戦争編
ピクル
声 - 草尾毅（TVアニメ第3作版）
アメリカ合衆国コロラド州の地下701mの岩塩層に、ティラノサウルスと一緒に閉じ込められていた原人。便宜上の呼称をピクルス（塩漬け）から取られる。身長200cm（2m以上とも）、体重約200kg（130kg強とも）。人語は話せないため、心情はナレーションで表現。力を認めた強敵は心中で恐竜になぞらえることが多い。
元々成長過程のある時期までは四足歩行で過ごしていたと推測され、やや四足獣に近い骨格をしており、状況によって二足歩行と四足歩行を使い分ける。また頸椎が異常なまでに太く頑強で頭部への打撃はほとんど通用しない。
ストライダムが日本に連れて来たところ、空港でいきなり女子アナに襲いかかりレイプしようとする野生の本能を発揮し、刃牙を含めた多くの人物を驚かせた。この後は収監施設（在日米軍基地内）内の専用ルームにて監視されていたが、先のニュースを見てピクルの存在を知った名だたる格闘士8名と勇次郎に「夜這い」をかけられる。勇次郎との邂逅では彼をも超える怪力を見せつけ勇次郎を圧倒しかけたが、勇次郎がとっさに繰り出した「合気」でピクルの方が転ばされる。その直後に現れた米兵の懇願により戦いは中断。
この後、自分を襲ってくる「敵」しか口にしないことが判明。あらゆる野生動物がピクルを恐れて戦闘を拒否するため、ピクル餓死の危険性が浮上したが、これは恐怖を知らぬシベリアトラを捕食することで一時的に解決。
次に、光成の手引きで地下闘技場にて烈海王と対戦。烈を好敵手と認め、それを殺して食わねばならぬ宿命に涙を流すが、結局はほとんどダメージを受けぬまま烈をKO。ひとしきり号泣したのち、烈を捕食する。ピクルは烈の全身を食べるつもりだったが、突然現れたペイン博士に麻酔注射で眠らされてしまったため、右足と左肩を食べただけに終わった。
その直後、収監所を脱走。通行人を捕えて服を奪い、変装して繁華街に繰り出す。交通規則を知らないため牛肉を積んだトラックに撥ねられたことを「襲われた」と解釈し、トラックを破壊して積載肉を食した。引き続き繁華街を徘徊していたところ、神心会門下生や花山に足止めされ、刃牙と邂逅する。喜んでこれを地下闘技場へ案内し、刃牙を一撃で失神させた。
今後は地下ではなく地上の東京ドームで愚地克巳と対戦。幾度もダウンを奪われるがダメージをほとんど受けておらず、烈戦同様涙しながら克巳の右腕を噛み千切る。だが、小さな体で恐竜を連想させるほどの攻撃を繰り出す克巳がそれまで積み重ねた努力を本能で理解し、生涯初めて獲物を食さずに立ち去った。
克巳との戦闘の後、ピクルの前に現れたジャック・ハンマーと対戦。顔合わせ早々顔面にパンチを受けるも倒れず、今まで戦ってきたどの敵のタイプにも当てはまらない好戦的な態度に惹かれる。ジャックの提案から（人語を理解できないが、母親の愛を赤ん坊が理解するようにジャックの意思を読み取る）噛み付き合いを行い、ジャックの顎周辺の皮膚を食いちぎる。その直後にピクルの巨体が浮き上がるほどのパンチを顎に受けるがダメージは無く、烈を葬った突進を放つ。しかし逆にドーピングの臨界状態を迎えたジャックに客席まで放り投げられ、左耳を食い千切られる。これに激怒し、本来の力を発揮して自らの肉体しか信じなかったジャックが神に勝利を祈るほどに打ちのめした。失神したジャックを捕食しようとするも、幼少期に毒針を持つ生物だと知らずに蜂を食してしまい苦しんだ時と似た感覚を感じ取り捕食を諦めた。
ジャックは病院に運ばれたが結果に満足せず、病院を抜け再びピクルに挑んだ。ピクルは一度倒したはずのジャックが蘇ったことに畏怖し、逃走する。しかし古代の戦士の誇りにかけて恐怖を克服し、再びジャックを倒す。ジャックを最高のご馳走としてビルのアンテナにくくり付け保存した。
ジャックとの戦闘後は、かつてピクルとの戦いで倒され冷凍保存されていたティラノサウルスの肉を食料として与えることで、ピクルの食料問題は解決（ピクルを数年食べさせてやれる量は充分あり、しかもその数年の間にティラノサウルスの肉自体をクローン技術で生産することが可能との見込みが立った）。その上で刃牙と対戦することになる。開始前には刃牙にも夕食であるティラノサウルスの肉を振る舞った。刃牙の鞭打や、全ての形象拳を超えた形象拳に恐怖を覚えるも、金的を殴られたことにより激昂、悶絶の後に関節を組み替えた最終形態へと変貌する。しかし、その攻撃は勇次郎と戦うことに備え続けていた刃牙を捕らえることはできず、さらにカウンターによって翻弄されてしまう。後一歩まで追い詰められるも、正面からの勝負を望んだ刃牙に真っ向からの勝負を持ち掛けられると、これまでの劣勢を覆す勢いで圧倒。しかし、その中で僅かに敗北への恐れを感じてしまい、無意識の内に覚えた「技」を使用して刃牙をKOした。だが自身もその直後に戦意喪失し、ピクルの勝利で終わったが結果的には引き分け扱いになった。
一般社会では常識の通用しないピクルへの批判が強く、刃牙との戦いの後、ピクルの処遇に付いては世界中で議論が沸騰した末に投票が行なわれることになり、その結果、僅差で元の場所に返す冷凍睡眠処置が取られることになる。しかしピクル自身は人間社会で生きる道を選び、ストライダムとペインに「感謝の印」としてティラノサウルスの頭を差し出し、夜の東京の街に消えていった。刃牙と勇次郎の戦いでも姿を現し、乱入しようとするが刃牙に一喝され、おとなしく観戦した。
『刃牙道』では下水に潜んで暮らしており、TVカメラの前で巨大ワニを捕食したことで武蔵の目に止まる。その圧倒的な筋骨は「肉の宮」と讃えられ、武蔵をして無刀では殺害不能と驚嘆させた。無刀での武蔵との最初の対決後、武蔵を餌と認めて六日間の絶食を経た野生のベストコンディションにて武蔵と対決。武蔵の愛刀を一度は筋力で止めるが、不慣れな刀を扱おうとした隙に、肉の薄い関節部を斬られる。さらに攻撃直前の脱力を狙われ、刃牙らが決着を確信するほどの深手を負う。その戦力差は関節を組み替えた最終形態でもなお及ばず、最後は武蔵に苦手とする蜂と蝶のイメージを見出して戦意（食欲）を喪失。誰はばかることなく悲鳴を上げながら四足で逃走し、本部以蔵に助けを求めた。
その後、東京の都心で狩りをする「都市型狩人」として完全に東京に適応し、密かに野生動物を狩猟しながら生活している。
アルバート・ペイン
声 - 飛田展男（TVアニメ第3作版）
外伝『ピクル』から引き続き登場した人物。ノーベル化学賞を受賞した老科学者。ピクルと共に来日し、ピクルがどのようにして仮死状態で生きていたのかを説明した。また、光成やストライダムの協力を得て地下闘技場をピクルの餌場として使い、様々な野生動物での失敗を経てシベリアトラを食べさせた。この件で世間から批判された際には「希少な野生動物よりたった1人しかいないピクルの方が大切」と主張した。
野生動物やその運動能力の高さに詳しく、それゆえに人間ではピクルに決して敵わないと考えている。グラップラーの強さを知る光成らはこれを素人考えと一蹴したが、ピクルに関する理解は誰よりも深く、烈海王が捕食される結末を予言し、的中させた。また、烈に気を取られていたとはいえピクルを自ら麻酔注射で昏倒させるなど、油断のならない人物。
愚地克巳の母親
声 - 江森浩子（TVアニメ第3作版）
愚地克巳の実母で、気怠い雰囲気の女性。現在もサーカス経営をしている。夏恵に呼ばれて克巳と再会し、今でも克巳を愛している様子を見せる。
バラク・オズマ
声 - 小山剛志（TVアニメ第3作版）
ボッシュの次代のアメリカ合衆国大統領。40代大統領ロナルド・リーガン以来の密約に基づき、勇次郎と友好条約を結ぶ。その際、大学時代からオーガに憧れていると語りながらも、好奇心を抑えきれず、勇次郎に握力で石炭をダイヤモンドに変えるよう懇願した。勇次郎は「そういうところはお前もボッシュと変わらない」とキツイ一言を放ちながらも、石炭を握った拳でガラスのテーブルを切断。この様子を見て「あなたは出来た（Yes You could）」と絶賛する。その後、調子に乗ってその出来事を「私がオーガにやらせた」と日本の首脳陣に話すが、突如現れた勇次郎に激怒され、皆の前でもう一度友好条約をさせられる辱めを受けた。
波斗山 征夫（はとやま ゆきお）
声 - 中博史（TVアニメ第3作版）
日本の内閣総理大臣。ピクルの扱いについて有識者を招聘し検討させたが結論が出ず、世界中の市民による投票に委ねることを決断した。また、徳川光成から、範馬刃牙と範馬勇次郎との戦いを黙認するよう要請された。勇次郎に関する詳細な情報を持ち合わせておらず、防衛大臣の北澤や文部科学大臣の川端らを招集して関係閣僚会議を開催し、対応策などを検討した。また、勇次郎について詳しい主民党幹事長の大沢とも協議を行った。
北澤 俊男（きたざわ としお）
声 - 天田益男（TVアニメ第3作版）
日本の防衛大臣。前任の防衛大臣から、範馬勇次郎に関する情報を引き継いでいる。そのため、アメリカ合衆国と勇次郎との間で締結された友好条約の存在や、大臣官邸襲撃事件の顛末についても関知している。
川端 達己（かわばた たつみ）
声 - 松本大（TVアニメ第3作版）
日本の文部科学大臣。断片的ながらも、範馬勇次郎に関する情報を入閣前から知っていた。大臣官邸襲撃事件が公にすることは青少年健全育成の観点から問題があると主張しており、勇次郎の存在が明るみに出れば国民に対し悪影響が及ぶと懸念している。
大沢 一朗（おおさわ いちろう）
声 - 松山鷹志（TVアニメ第3作版）
主民党の幹事長。範馬勇次郎の最新映像を個人的に所持するなど、勇次郎に関する知識を豊富に持ち、波斗山に対して映像を見せながら熱心に解説した。勇次郎を「この世でたった一人の腕力家」と評しており、全ての男子の憧れであると喝破した。また、勇次郎の存在を脅かすことは内閣総理大臣であっても不可能なため、勇次郎についての情報は本来波斗山に知らせるべきではないと考えていた。なお、大沢による説明を聞いた波斗山は、大沢が勇次郎のファンのように見えると指摘している。
藻木 研一郎（もぎ けんいちろう）
声 - ヤスヒロ（TVアニメ第3作版）
脳科学者で、鎬紅葉の友人。紅葉をして「世界一の脳科学者」と言わしめるほどの人物。刃牙の脳の画像を見て驚愕していた。

### 強者達の闘い編
深町 元一（ふかまち げんいち）
声 - 川津泰彦（TVアニメ第3作版）
46歳。センターボクシングジムのコーチを務める。入会のためにジムを訪れた烈に応対し、片足ながら選手を志望する無謀さと前近代的な鍛錬観に戸惑うが、試しに叩かせたサンドバッグを破壊する突きの威力に感嘆し、入会を許可。ジムの方針に従わずにボクシングの常識を覆す烈には不快感を隠せず、実力を認めながらも邪険にし続けたが、次第にその実直な誠意に素振りを改めていく。
ボクシングを引退し数十年が経ちながらもそのパンチは現役時代の鋭さを残す。また、ジョーとの試合で自分の手に余りながらも「ある物、全てを」と的確な助言を与え、烈から師の一人に数えられることとなる。
麻仁 アキオ（まに アキオ）
声 - 金光宣明（TVアニメ第3作版）
【プロボクシング】
OPBFスーパーウェルター級チャンピオン。アマチュア、プロを通して無敗、さらにプロでは14試合全て1RKO勝ちという心身ともに優れたボクサー。烈とのスパーリングを持ちかけるが、本人には実力差がありすぎると拒否される。その言葉通り、挑発に乗ってリングに上がった烈の右パンチで一撃KO負けを喫する。
ギャリー
声 - 福西勝也（TVアニメ第3作版）
【プロボクシング】
ヘヴィ級プロボクサー。戦績は9戦9勝8KO。烈をもってして逸材と言わしめる巨漢の黒人。深町コーチに呼び出され烈とスパーリングするが、想定外の攻撃に拳と左上腕骨を骨折する重傷を負わされる。
カイザー
声 - 立木文彦（TVアニメ第3作版）
世界的に有名な大物プロモーター。長身と逆立てた白髪が特徴的な黒人。態度は悪いがプロモートの腕と眼力は確かで、烈のデモンストレーションに驚愕し、彼を売り出すために巧みな話術で誘い、烈と深町コーチを渡米させる。ラスベガスのボクシング競技施設でワーレフの試合終了後、すぐさま強引に烈を売り込んで、烈海王対アンドレイ・ワーレフという対戦カードをマッチメイクする。傲慢だが必要とあらば自らも犠牲にするなど筋は通しており、頑固な烈すら頷かせる。
アンドレイ・ワーレフ
声 - 稲田徹（TVアニメ第3作版）
【プロボクシング】
元世界ヘヴィ級チャンピオン。身長237cm・体重151kgという作中屈指の体格の持ち主で、その野生的な外見に反して、性格は温厚で理知的であり、場を盛り上げるための演出を惜しまない一方で、試合には競技者として真摯に臨むという高いプロ意識の持ち主。カイザーの策により、烈とエキビジョンマッチを行ない、烈をして甘い相手ではないと警戒させるが、無寸勁（ノーインチパンチ）を受け1Rでキャンバスに沈む。その様は「消えたワーレフの頭（打撃によるブレをカメラが捉えられなかったもの）」として新聞を飾ることになる。
三村 雄稀（みむら ゆうき）
通り魔。ブログに「誰でもいい」という暴言を残し、刃渡り30cmを越す牛刀で小学生に斬り掛かった卑劣漢。居合わせた独歩に犯意を見破られ、空手の「存在してはならない技術」で無力化される（生死不明）。
ジョー・クレーザー
声 - 武田幸史（TVアニメ第3作版）
【プロボクシング】
36歳。アマチュア時代にゴールデングラブを取り、プロでは勝敗を重ねて這い上がってきた努力型。才能のないロートルと評され、体格にも恵まれていないが、タイトルに最も近いとも言われる実力を持っており、世界最強と称される左フックを持つ。烈は彼を「才能にも体格にも恵まれなかったが、それでもなお絶望を拒否して、死線を踏み越えた男」と評し、努力によって才能の壁を越えた男と認めている。
ひたすら煙のように追いすがり纏わりつくという戦法で過去試合中一度も後退したことがないと謳われており、「スモーキン（煙）」の異名を持つ。自分の得意とするルールとはいえ烈にボクシングとグローブの恐ろしさを知らしめ、ダウンを奪うほどの実力者。最後は追い詰められて切り札の封印を解いた烈から人中に一本拳を受けて倒れるが、決して敗北者ではないと讃えられた。
ウィルバー・ボルト
【プロボクシング】
プロボクシング4団体統一王者。身長205cm。規格外の脚力を持って生まれ、20歳の時に出場したオリンピックの陸上短距離走で、前人未到の9.49秒を叩き出した「最速」の男。突如ボクシングに転向するやここでも非凡な才能を発揮し、「最強」の王者としてボクシング界の頂点に君臨する。実際は脚力のみならず全身が規格外で、腕を掴まれた烈が動けずに冷や汗を流すほどの握力・腕力を誇る。
続編『刃牙道』で烈に敗れたことが明かされている。
アニメ版の最終話ではエンドクレジット後、彼に勝利した後の烈海王が試合についての記者会見に応じている姿が描かれた。

### 地上最強の親子喧嘩編
神崎 尚人（かんざき なおと）
内閣総理大臣。勇次郎と刃牙の対決に備えて近隣に警察、機動隊、自衛隊などを配備。その後光成と共に親子対決を観戦する。
連載中の世情を反映し、親子対決の途中で神崎から野多（のだ）という人物へ交代する珍事を起こし、同席していた徳川光成が「誰？」と呆気にとられた。
アニメ版では外見が大きく変更され、姓名不詳となった。
範馬勇次郎の母
範馬勇一郎との間に勇次郎を授かるが、勇次郎から授乳を強要されるという母として最大の屈辱を受けたため、彼の出産後に出家した。
彼女は『バキ外伝 〜範馬勇次郎誕生〜』が初登場であり、劇中では勇次郎を「最初で最後の子でした」と語っている。
範馬 勇一郎（はんま ゆういちろう）
声 - 柴田秀勝
【柔道】
範馬勇次郎の父。投げを得意とする重量級の巨漢で、刃牙が驚愕するほどの肩の筋肉を持ち、息子同様に「鬼」を背負う。勇次郎からは全てにおいて自分と正反対の人間と評されている。すでに故人であるが、刃牙と勇次郎の親子喧嘩の最中に突如幽霊として現れた。
戦艦ミズーリ艦上での降伏文書調印をもって沖縄戦が終結後も、小さな島で単身抵抗。原子爆弾の使用が検討されたほどの圧倒的武勇で米軍海兵隊を退け、旗艦アイオワの奪取をもって「米国に勝った男」と讃えられる。なお、勇一郎1人から米軍が受けたありえないまでの被害から、以上の件は知る人ぞのみ知る一件となっている。
人を投げ飛ばして、投げられた人もそれをぶつけられた人も無事ではすまない投げ技の達人だが、それ以上の決め技として人体をヌンチャクとして振り回す絶技を得意とし、勇次郎も誇りと共にこの技を受け継いでいる。この技は見た人間からすれば振り回される人間その人がまるで振り回す張本人の身を飾るドレスのように見えるため、勇一郎と対峙した米軍海兵隊員はこの技をそのまま「ドレス」と命名している。
『バキ外伝 拳刃』にも孤高の柔道家として登場。
凶暴にして傍若無人な息子の勇次郎と対照的に若かりし日の独歩をして「底なしの鷹揚さ」と称されるほどの人物として描かれている。
八百長試合を受け入れわざと負けるなど、勝ち負けにはこだわらない性格。
モデルは木村政彦。

## 刃牙道
宮本武蔵（みやもと むさし）
【二天一流】
江戸時代初期に天下無双の伝説を築いた兵法者。熊本県竜田町に土葬されミイラとなっていたが、徳川光成が集結させた科学技術者たちによりクローンが作られた。だが、眠ったまま目覚めず、徳川寒子の降霊術で魂を肉体に降ろされたことにより、完全に現代に蘇る。
肉体年齢32歳。大柄な体躯と大型猫科の猛獣を思わせる骨格、突出した眼球は眼光鋭い狂気的なまでの三白眼という怪異な相貌に悪魔的な殺気の持ち主。現代の最高峰に位置する格闘家・武術家と比較してもその技量は遥か上を行き、素振りのみで日本刀を破壊し、青竹をささらにする。刀を抜かずとも思念のみで太刀を浴びせる芸当を可能とし、対象者は細胞レベルで「斬られた」と知覚、結果、動転・失心する。戦いにおいては挑発をはじめ騙し討ち・不意打ちを巧妙に駆使する駆け引きを得手としている。超然としていながらも礼節は弁えており、度々諧謔を弄する。400年ぶりに見た現世の変化には戸惑いつつも、地下闘技場での闘争に居場所を見出す。ただし闘争そのものが目的の格闘士と異なり、立身出世を重視している。
手始めに無刀で刃牙を二度倒した後、現代の街に繰り出して職務質問をしてきた警官を昏倒させた。その様子がテレビで流れ、武蔵の存在が世間に知られることになる。徳川邸にて、愚地独歩を斬らず殺さず完勝。次に現れた烈海王には武器を用いての立ち合いを地下闘技場で求められ、その持つ軍勢並の実力を畏敬しつつも、全ての技術を打破して斬殺。後始末として警察に出頭し、待ち受ける剣道日本一の三輪猛丈を一蹴。さらに渋川剛気と引き合わされ、初体験の合気に感銘を受けた。続いて勇次郎と対戦し、攻防の末に実力を認め、生前にも完成していなかったという素手による二天一流を敢行する。しかし本部以蔵の乱入によって水入りとなった。続いて愛刀を取り寄せてピクルに真剣勝負を挑み、肩を僅かに食われたものの滅多斬りの大勝。泣き叫ぶピクルに鼻白む武蔵であったが、逃げるピクルの真打ちとしてついに本部以蔵が参戦し、満を持して勝負に突入する。毒や爆薬をも解禁し全身全霊を傾ける本部に対し、練習試合と解釈した武蔵は加減をしながら戦い、結果として武蔵は締め落とされてしまう。しかし、本部は真剣勝負なら自分が早々に斬首されていたことを認め、武蔵もまた「それでもお前は勝っている」と本部への賞賛を送った。
しかし、治安への影響を危惧した政府から大勢の警官隊を送られると、様相は一変する。テーザー銃などの近代兵器を警戒した武蔵は兵法を解禁し、警官数十名を斬殺。警官の助太刀に現れた花山をも滅多切りにして勝利する。花山を殺そうとした所を刃牙から、「この時代ではもう勝負がついてる」と止められ、その時代錯誤な兵法家ぶりが最早許されざるところとなり、刃牙によって「この世から葬り去る」宣言がされる。これを受けて、地下闘技場で武蔵と刃牙との最終決戦が開始。当初、武蔵の圧倒的強さに陰りはなく、またも刃牙の攻撃を見切って完封するかに思われた。さらに武蔵は剣を手にした刃牙から「アンタを屠る。アンタとおさらばする。」と言われたのに際して先述の立身出世についても含める形で「それは叶うが残るのは少年（ボン）じゃない。この国を斬り登って、頂上からこの国を見下ろす。」と宣言するが、刃牙からは内心では「現代の日本は斬り登れる国じゃない。そんなのとっくに気付いているのに、どこまでも認めやしない。現代にいてはダメだ。」と看做され、「武器を投げつけられると実力を誇示するために掴んでしまう」癖を利用され、手がふさがった瞬間に痛撃を受ける。これまで繰り返してきた擬態でない本物の失神を喫したことで、形成は逆転。再び同じ策で手がふさがった隙に、乱入した徳川寒子に飛びつかれて魂を吸い出され、あの世へ帰った。抜け殻の肉体は光成の指示で「いつでも帰ってこれるよう」冷凍保存されている。
なお、本編登場以前にも宮本武蔵については端々で触れられており、『範馬刃牙』では闘いの際に脱力を用いることや、身体能力は現代のトップアスリートをはるかに凌駕することが語られていた。
二天一流
作中では1645年にまだ完成していなかったという設定。筆を使わずに書するが如く剣を使わずに斬ることを奥義とする。そのため無刀でも構えは剣と同じであり、対戦相手は武蔵の手中に大小のイメージを見る。なお武蔵は現代格闘技を評して拳を剣としたと讃えているが、同時に「剣と言っても自分の剣ほどではない」と笑っており、その言葉に違わぬ斬撃力を発揮する。
作者曰く、弓の達人が研鑽の末に無弓に至った逸話に着想を得ているが、無刀のままでは怖さが減るとの理由で再び抜刀した。
無銘 金重
かつての武蔵の愛刀。武蔵がピクルの筋骨を無刀で断つのは難しいと判断したため、熊本県から取り寄せられた。その切れ味は防弾のボディアーマーを全く問題にせず、支柱を狙えば高層ビルをも倒壊できるという。唯一、古式の具足には両断叶わず手こずるが、それとて打ち込みの衝撃で装備者の骨肉を粉砕することは容易である。
阿部心三（あべ しんぞう）
内閣総理大臣。武蔵のクローン作成に倫理や国際評価の観点から猛反対するが、作中では首相が徳川家当主より目下のため阻止できなかった。街に出て警官を斬殺した武蔵の存在を危険視し、武力での鎮圧を命ずる。モデルは安倍晋三。
サム・アトラス
アメリカの総合格闘技において7年間王座に君臨するヘヴィ級チャンピオン。パウンド・フォー・パウンドと呼ばれ、一試合で4億円稼ぐという。勝ちすぎたゆえにその座に飽き飽きし、地下闘技場に参戦し刃牙と対戦する。自身の半分程度の体格しか持たない刃牙が地下闘技場のチャンプであることに驚愕したものの、瞬時に頭を掴まれて揺さぶられた末に失神。結局完膚なきまでに敗北したが、試合後は人知を超えた刃牙の怪力を体験したことに満足した上、彼が退屈からなる欠伸を噛み殺していたことも気遣いと思い込むなど、上機嫌であった。
野々村仁（ののむら ひとし）
宮本武蔵クローン作成プロジェクトのチームリーダー。実験施設を訪れた光成と総理を出迎え、卵子への核移植の際には光成に解説を行った。
ジョン・ホナー
古生物学者。化石の骨を原形を保ちながら保存するのが常識だった時代に、骨を割って中を調べるのが重要という考えを持っていた。そのため協力者を得られなかったものの、ティラノサウルスの化石からDNAを抽出した功績を光成に買われ、宮本武蔵のクローン造成に着手する。
徳川寒子（とくがわ さぶこ）
光成の姉。街角で口寄せを行う霊媒師。雰囲気は非常に胡散臭いがその実力は本物で、歴史上の偉人はおろか、存命中の人物の生霊までも降ろすことが可能。
武蔵のクローン体に霊魂を降ろして口移しで注入し、その蘇生に成功する。またこの際、クローン造成に関わった科学者たちを前に、組成のために肉体に投与する薬物についても適切な指示を出している。
田中欣一（たなか きんいち）
脳生理学者。科学者として霊媒という手段に反対し、自身をプロジェクトから除名するか寒子を追い出すかとホナーに問いただしたが、寒子が祖父を霊媒したのを目の当たりにして考えを改める。
佐部京一郎（さぶ きょういちろう）
『バキ外伝 拳刃』で独歩と立ち会った剣客。明らかになっているだけでも14人を斬殺しており、拳銃にも数度にわたって勝利しているという。
『刃牙道』にて現代日本最強の剣客として再登場。白髪の老人となっているが九段の腕前で、斬殺数も20人を超えている。通称「人斬りサブ」。復活した武蔵に地下闘技場で引き合わされるが、意識の上で七回斬られて敗れる。
『刃牙らへん』でも登場。過去一度だけ殺人で逮捕されていることが明かされたが、取調官全員が「10人以上は斬っている」と確信したという凶気を放つ。地下闘技場でジャックと立ち会い、真剣を噛み折られて降参する。
内海旬三（うつみ しゅんぞう）
警視総監。烈が斬殺された一件について、試合の観客複数が警察に証言をした手前、「警視庁で事情聴取を行う」という建前で機動隊を引き連れて光成邸に赴く。警察官としての職責に葛藤しつつも武蔵の武力には興味津々で、その（現代では違法とも取れる）戦闘行為にも理解を示している。
三輪猛丈（みわ たけじょう）
【剣道】
38歳の巡査部長。全日本剣道選手権四連覇の実績を誇る七段で、剣道は真剣よりも軽量な竹刀の導入で剣術より高速化したとの自負を持つ。
武蔵と一試合するも、技を繰り出す間も与えられずに、竹刀をへし折る素早くかつ強烈な一撃で敗れる。
トラムプ
アメリカ合衆国大統領。合衆国と勇次郎の不可侵宣言を、第40代大統領ロナウド・リーガン以来の卑屈な悪習と断じ、撤回を念頭に意気揚々と勇次郎に会見した。しかし一目勇次郎を見た途端、その圧倒的な戦力に当てられて闘志喪失、結局宣誓をしてしまうこととなった。
この話は本編とは無関係に唐突に挿入されているが、これは連載当時、現実世界でドナルド・トランプがアメリカ大統領選挙で当選を果たしたことを受け、緊急掲載されたため。
『バキ道』でも再登場したが、大統領選挙でバイデムに敗れ落選していた。負けを認めず退屈な言い訳をして勇次郎を眠らせたうえ、寝ている勇次郎に触ろうとして殴られ失神するという醜態を晒す。
ヒナリー
トラムプのライバルである女政治家。トラムプを出し抜くため、ストライダムを通じて勇次郎と接触し、宣誓の上書きを試みる。断られた上に男根を見せつけられて動揺するが、朱沢江珠の友人であったよしみで庇護されることとなる。モデルはヒラリー・クリントン。
大塚平兵衛（おおつか へいべえ）
捜査一課の老警部補。始め数名の警官を率いて武蔵を逮捕しようとし、左目を潰された上に隊も全滅。次いで百名の機動隊を率いて武蔵に降伏を迫るが、最後通牒を兼ねた一騎打ちの末、銃身ごと両断され敗死。武蔵からはいい勝負と讃えられた。
岩間達文（いわま たつふみ）
機動隊百名を指揮する警視。武蔵に部下の圧縮ゴム弾銃や放水車が通じないと見るや、自ら50万ボルトの改造テーザー銃で参戦。武蔵をしてこれほどの猛毒は初めてと言わしめる衝撃でダウンを奪った。しかしその威力が仇となって妖術師と見做され、回復した武蔵に斬首された。
島本頼至（しまもと よりちか）
特殊戦術急襲部隊STAT(特殊急襲部隊SATに相当する作中架空の部隊）の隊長である警視。ヘリや装甲車など多数の戦力を率いて武蔵鎮圧に赴くが、駆け回る武蔵に不可解な白兵戦を挑んで殉職。同時に多数のSTAT隊員がなす術なく斬られ殉職した。
田沼彦二（たぬま ひこじ）
STAT副隊長である警部。上の理不尽な命も粛々とこなす冷徹な指揮官であり、島本が斬られて浮足出つ隊を統率して立て直すが、武蔵の兵法に翻弄されて殉職。島本・田沼の両指揮官を失った隊は瓦解した。

## バキ道
当麻蹴速（たいまの けはや）
【相撲】
古代、大和国で有名を馳せた力士。牛の角をむしり取る剛力に加え、その名に違わぬ素速い蹴りは石灯籠をも粉砕する。しかし、あまりの強さゆえに対戦相手がおらず、荒ぶる日々を送っていた。野見宿禰と伝説的な相撲を取り、壮絶な蹴り合いで歴史に名を残した。
野見宿禰（のみの すくね）
【相撲】
出雲国の力士。無双を誇っていた蹴速の対戦相手として招聘される。戦闘不能をもって決着する当時の相撲ルールに則り、蹴速の腰骨を四股で粉砕して殺害。歴史に残る勝ち名乗りを上げた。
ある時、力試しに石炭を握りしめて一部をダイヤモンドに変えたが、これを再現する者がなかなか現れず、長年に渡り二代目は空位となっていた。
第二代野見宿禰
【角力(古代相撲)】
野見宿禰の一族の273代目にして初代以来の宿禰の名乗りを許された、涼やかな顔貌と身長2ｍ、体重200kgを超える巨体を兼ね備えた若者。その角力は現役横綱を凌駕し、腕力だけでも数々の競技で世界チャンプに勝利する実力を秘めている。初代の宿禰が作った一部がダイヤモンド化した石炭を自身の力で完全にダイヤモンドへと変え、二代目野見宿禰となった。また、力や技だけでなく神事としての相撲にも通じており、四股（醜足）によって大地の邪気を払い、地鎮することが可能。桁外れの握力は肋骨を皮膚や筋肉の上から直接掴んで投げたり、肩甲骨すら回しと見立てて投げることができるほど。
当麻蹴速の名言「我ひたぶるに力比べせん」を好んでおり、強者との取組を希望している。オリバを挑発し、相撲で圧倒、続くフリーファイトでは肋骨を全て砕いて勝利した。また路上では大関を相手に終始圧倒した。光成の信を得るべく、地下闘技場で刃牙と対戦することになるが、刃牙の実力を知り「力士刃牙関」「兄弟子」と敬意を払うようになる。続いて試合後に現れた地下闘士4人全員をも力士だと実感し、6人での対大相撲団体戦に臨む。団体戦では6番目の大将を務め、横綱零鵬の骨を砕きあっさりと倒す。だが、範馬勇次郎にはまるで敵わず敗れる。続いて、地下闘技場でジャック範馬と対戦し、試合前に左手小指を食われるなど全身に欠損を負い、完敗する。リハビリと称したオリバとの喧嘩にも敗れ、負けが続く。
10秒に全てを籠めると宣言し刃牙との試合が組まれることとなるも、刃牙に9秒で倒され完敗する。
足を真上まで上げて長時間静止し続けて気が身体に満ちるのを待ってから足を振り下ろす四股を行なっている。さらに独自の筋トレとして、中腰の体勢から自身が作り上げた身長2m、体重250kgの力士で全方向に250kgで押したり、引いたり、投げたり、突いたり、吊ってくるという架空の力士との立ち合いを行い、全身の筋肉を絶え間無く激しく使うという独自のトレーニングをしており、修行僧の小池曰く「最新にして最古の筋トレ」。
対横綱零鵬からは、色黒の肌で描かれるようになった。
作者の板垣は、大相撲の千代の富士が活躍する10年前から相撲は強いと信じていたが、千代の富士の活躍を受けて「やはり相撲はとんでもない格闘技」と痛感し、相撲に対する強い思いからこのキャラクターを作り上げたのだという。
スコット・ハリス
クライミングの世界において有名な、「最強最速クライマー」の異名でも呼ばれるほどの人物。その技量はお台場で開催した、自分を相手取ったチャレンジマッチで飛び入りの挑戦者が壁の半分まで登ったところから、スーツ姿で登り始めるや猛スピードで追い越して制覇するほどであるが、「彼に勝ったら、二代目野見宿禰に会わせてもらう」という約束を光成としていた刃牙が新たな挑戦者として名乗りを上げ、最初は全力を出すことなく挑むも刃牙がものすごい勢いで登っているのに気づくや全力で登るも僅差で敗れた。さらにその直後、野見宿禰その人が新たな挑戦者として名乗りを上げ、クライミングのルーティンからかけ離れたやり方で瞬時に登っていくのを目の当たりにする。なお、この時の宿禰は刃牙がゴール時に押すボタンをちゃんと押して勝利したが、こちらは登る勢いでは圧倒していたが、勢い余ってボタンを押すより先に天板に激突するという「試合に負けて、勝負に勝った」という有様であった。
宿禰の彼女
二代目野見宿禰が路上で大関に喧嘩を売った末に買って去ろうとした際に現れた、ボブカットの若い女性で本名は不明だが、本人の言によると宿禰がハリスにお台場でクライミング勝負を挑んだ際にいた観客で、その時から宿禰をカッコイイと思っていたとのこと。これに宿禰も気を良くしてそのまま連れ立って歩くが、これは喧嘩をこっそりと見守っていた金竜山にも予想外のナンパ劇であった。その後も交際は続き、彼に「スッくん」の愛称を付けて呼んだりしている。
嵐川将平（あらしかわ しょうへい）
第十七代大日本相撲協会理事長。突然路上で二代目野見宿禰から売られた喧嘩を買った挙句に敗北し、それをスポーツ紙にすっぱ抜かれた大関を叱責した上で、しばらくは謹慎するよう命じた。
岩浪混沌（いわなみ カオス）
【総合格闘技】
日本国内では無敗の格闘家。身長181cm、体重102kg。地下闘技場に幕内力士たちのスパーリング相手として招聘されるが、なす術なく零鵬に投げ倒される。
貝沼文也（かいぬま ふみや）
【総合格闘技】
総合格闘技ライトヘビー級王者。身長179cm、体重97kg。元空手家だが、相手が失神した後も殴り続けて息の根を止めたいという理由で総合に転向している。混沌ともども招聘されるが、小結・炎に完敗。
猪田火飲（いのだ かのん）
【総合格闘技】
身長189cm、体重110kgと国内最大級の巨漢格闘家。しかしさらに二回り以上の巨体を持つ巨鯨には敵わず、一突きで瞬殺される。
桑田巧美（くわた たくみ）
【総合格闘技】
ライトヘヴィ級の総合格闘家。身長184cm、体重88kg。技術力は世界一と評される組技の達人で、柔道のナショナルチームからも教えを請われる技量を持つ。また、蹴り技は速過ぎて見えず、音が後に聞こえるほど。当初「力士はただのデブ」と侮っていたが、猛剣に腕を折られ敗北。
アーロン村瀬（アーロンむらせ）
【総合格闘技】
ヘヴィ級の総合格闘家。身長181cm、体重122kg。レスリングから転向した経歴ながらパンチ力が売りで、すべての相手をパンチでKOしている。鯱鉾と壮絶な打撃戦の末に敗北。
宮入暦三（みやいり れきぞう）
【総合格闘技】
伝統派空手出身。身長187cm、体重103kg。急所をピンポイントで突く得意の打撃で一瞬獅子丸の意識を飛ばすが、失神してもクラッチを解かなかった獅子丸にそのまま鯖折りを食らい敗北。
零鵬（れいほう） / 田沼浸（たぬま しん）
【大相撲】
身長190cm、体重160kg。大相撲現役横綱であり史上最強との呼び声も高い。嵐川理事長の弟子で、中学生時代にフィジカルエリートとして見いだされ大相撲入りした。日本人横綱。
岩波混沌を寄せ付けず瞬殺。
宿禰と対戦するが、骨を砕かれ瞬殺される。試合後、ケガを負ったままで宿禰にリベンジの喧嘩を挑むもたやすく倒され二度にわたる敗北を味わうこととなった。
巨鯨（きょげい）
【大相撲】
身長230cm、体重290kgの作中屈指の体格を誇る。大相撲現役大関。多くの相手を一突きで倒すことから「三十日（一月）で今日も勝ち」と狂歌に謳われている。
地下闘技場では先鋒戦で渋川剛気と対戦。その超人的な怪力とバランス感覚で合気を破り、幾度も渋川を張り飛ばすなど善戦する。最後は義眼が露出しても戦いを辞めない渋川に気圧され、躊躇した隙に鼻孔を掴んでの出し投げを喰らい、背中に土をつけられて敗北。試合後には潔く敗北を認め、一礼を以て退場する。観客からは合気を力で破り、その底力と日本文化を示したと讃えられた。渋川は巨鯨個人でなく力士全員が同様の才覚を持つと見ており、刃牙や独歩の心胆を寒からしめている。
猛剣（たけつるぎ）
【大相撲】
身長177cm、体重161kg。大相撲現役関脇。
ベテラン力士で角界きっての相撲マスターであり「博士」「巧」の異名で呼ばれている。
地下闘技場で次鋒戦で独歩と対戦。怒涛の連撃を受け、足刀で左耳を落とされるが、それらの攻撃をまともに受けても倒れることはく、刃牙らを驚嘆させる。逆に独歩の左腕の靭帯を強引に引きちぎり、頭突きで鼻を砕くなど、多彩な技を見せ一進一退の攻防を繰り広げる。しかし、倒れた独歩を四股踏みで追撃しようとした際に軸足を駆られ、転倒を厳禁とする力士魂のために踏ん張って隙を晒してしまい、後頭部への蹴りで敗北。倒れる寸前、独歩から土が付かぬよう抱き止められるが、前転して自ら背中に土を付けることで完敗を示した。
獅子丸（ししまる）
【大相撲】
身長182cm、体重181kg。大相撲現役関脇。
幕内優勝3回金星18個の記録を持ち、デットリフト400kg、ペンチブレス200kg超えの怪力。横綱以外で唯一巨鯨を投げ飛ばしており、「怪我さえ無ければとっくに横綱」「史上最強の関脇」と呼声が高い。
四鋒戦で克巳と対戦。実力差は歴然でありながら倒れず負けも認めない獅子丸に、克巳が降参する形で試合終了となった。
炎（ほのお）
【大相撲】
身長165cm、体重97kg。大相撲現役小結。
俊敏さと怪力を併せ持つ。構えや投げ技にはレスリングの技法も取り入れている。
刃牙と対戦。刃牙に勝つために、相撲道の構えを捨てて打撃戦を挑むも、敵わず敗れた。
鯱鉾（しゃちほこ）
【大相撲】
身長190cm、体重151kg。大相撲現役前頭筆頭。
「両国のつっぱり野郎」の異名で呼ばれており、体格と腕の長さによるリーチの長さを活かした突っ張りが武器。また「角界一廻しが遠い男」とも呼ばれており、自身よりも体格が大きい巨鯨よりも廻しが遠く、自身の型にはまったら、横綱ですらまわしを取るのは困難なほど。
地下闘技場で三鋒戦で花山薫と対戦。花山のヤクザパンチを受けてダウンするも立ち上がり、ノーガードの花山に張り手の連打を浴びせるも、ノーガードを貫く花山へ「アンタが好きなだけ打つ番」と言い、花山のヤクザパンチを受け耐えるも、続け様のアッパーで意識を失い再びダウンをする。意識を取り戻した時の花山の整えた髪やかけた眼鏡と煙草を出そうとしていたのを見て、自身の敗北を認める。
第101代当麻蹴速
【角力(古代相撲)】
打撃系主体の古代相撲「蹴速流」の使い手で蹴りの速度を誇る巨漢。徳川邸に招かれ勇次郎と面会し、数発蹴りあったのち退席。敵前逃亡や敗北すら「(再戦を前提に)仕切り直せば負けではない」と解釈する家訓を持っており、二千年無敗を標榜している。
なお連載当時に殺生石が割れる事件があったが、作中ではこの蹴速が蹴り割ったという解釈がなされた。
光成邸にて勇次郎に対峙し、逃げて「仕切り直し」と称する。続いて地下闘技場で独歩と戦うも初手で右の踵を砕かれるなど良い所なく試合に負け、重傷を負ったまま盤外で仕切り直しを挑むも、目潰しを避ける手加減までされ負ける。二代目宿禰とは知己であり、現代格闘家の強さの実感を語っていた。
バイデム
トラムプを破って次に就任したアメリカ合衆国大統領。宣誓をしようと勇次郎に面会を試みるも、先に彼と面会していたトラムプの失態に勇次郎が興を殺がれ、手続きを中止されてしまう。モデルはジョー・バイデン。
ジョー・ウィリアム
第100話『我以外皆異性也』に登場した、恒例のインタビュー形式での解説役。冒険家。髭面で毛深い48歳の男性。
あえて危険な環境に飛び込み、冒険への挑戦を続ける男。16年前に範馬勇次郎に遭遇し、価値観が一変した。

## 刃牙らへん
サミュエル神父
本編の11年前、ジャックが願掛けをした教会の神父。少年時代のジャックが既に最強を目指し、異常なトレーニングをしていたことを目撃している。

## バキ外伝 -ゆうえんち-
葛城無門（かつらぎ むもん）
愚地克巳の実兄。女と見紛う絶世の美形だが、曲芸師としても格闘家としても、その才能は克巳よりさらに上。サーカスで一度も失敗をしたことがない超人的バランス感覚、ひと目見ただけであらゆる技をものにする知力、そして実力派プロレスラーを捩じ伏せる桁外れの腕力を持つ。
克巳が独歩に引き取られる少し前に水野サーカスから姿を消しており、子供ながら無銭飲食で糊口を凌いでいた。その後、松本太山や磯村露風といった一流の武人に師事し、めきめきと実力をつけていく。ある日、大山が謎の闘技場「ゆうえんち」で柳龍光に致命傷を負わされたことに衝撃を受け、柳と「ゆうえんち」を探す旅に出る。
無寸受け
磯村露風から学んだ技術。皮膚や関節のわずかな伸縮を積み重ねて、数センチの動きで打撃や投げの威力を吸収してしまう。攻め手はまるで自分の攻撃が自然と止まったかのような錯覚に陥る。
無寸雷神
須玖根流の技術。挟み込んだ両手で僅かな時間差をかけて振動を加え、内部に繰り返し衝撃を与える。頭に打てば肉体の強度を無視して即座に脳震盪を起こせる。
松本太山（まつもと たいざん）
梢江の実父。ラーメンこずえという屋台を引いている。分厚い筋肉と怪力を誇る巨漢で、桜の大樹をベアハッグで絞り上げて気を送り込み、蕾を満開にさせるという絶技の持ち主。
無門の才能に惚れ込んで格闘技を教授していたが、ある日「ゆうえんち」で柳龍光の空掌に胸の肉をえぐり取られ、無門の前で息を引き取る。ゆうえんちに参戦した理由は難病に冒された梢江の手術費用を捻出するためであり、光成から借りた金をゆうえんちで増やしてきたが、柳に負わされた傷が致命傷となっていた。
放華
気の流れを操る。応用自在で、植物を掴んで開花させることもできれば、自分の血中から毒を排出することもできる。
久我重明（くが じゅうめい）
【萩尾流】
獅子の門あるいは餓狼伝より客演。雇用主と極東プロレスが収益の分配を巡って揉めたため、その始末をつけるために登場する。容赦なく相手の睾丸を蹴り潰し、倒れないと見るや二度と立てないよう足をへし折るなど、人間に重い障害を負わせることを全く厭わない。
飛鉄
長さ四寸太さ三分の黒い鉄棒。意識の外から相手の肉体に突き刺し、激痛に怯んだ相手の機先を制する。
蝉丸
飛びつき三角絞め。頸動脈を締めて失神させるため、気力や体力で防ぐことはできない。
磯村露風（いそむら ろふう）
餓狼伝より客演。格闘技での世界征服をうそぶく風来坊。転がっているバットを一度蹴るだけで垂直に立てて静止させるという空前絶後の技量を持っており、無門をして真似できないと驚嘆せしめた。松本太山の手引きで無門に格闘技を教える。
柳龍光
【空道】
この作品では逮捕される前の行動が描かれており、誰に倒されて死刑囚となったのかが明かされる予定。
敗北を求める理由は、サディストの究極形としてマゾヒストの域に到達したためと設定された。「ゆうえんち」で松本太山と立ち会い、致命傷を負わせたため、無門に追われることとなる。
現在は範馬勇次郎のパンチで下顎を無くしており、流動食しか食べられないという。ただし、本編の単行本描き下ろし箇所では下顎が健在であり、どちらが実情であるかは不明。
分銅
手袋と適当な石を4号のPEラインで括った、即席の鎖鎌による武器術。軌道によって「草薙」「おろち」「満月」「つるべ落とし」「霞」「三日月」などの派生技がある。
毒手
本作では弱点にも言及されており、即効性がなく汗やワセリンによる防御に弱いとされている。
クラッシャー伊藤（-いとう）、ボンバ伝助（-でんすけ）、ハリネズミの忠太郎（-ちゅうたろう）
【プロレスリング】
極東プロレスで道場破りの応対を任せられているレスラーたち。三人共異常な身体能力を備えており、椅子や鉄板で頭を殴り合って頑健さを誇示する「ヘイヘイダンス」という芸を持っている。
道場破りに靭帯断裂などの重傷を負わせるのが趣味で、久我重明の耳をちぎるよう命じられて来襲するが、まるで相手にならず全滅させられる。
町田隼人（まちだ はやと）
【柔道、プロレスリング】
極東プロレスの「ポリスマン」。元日本柔道強化選手。伊藤たちの上司にあたり、社内風紀を乱すレスラーを制裁する役職。社長のゴブリン春日に皮膚を何箇所もちぎられており、全身傷だらけ。
部下三人の敗北によって自身が参戦。乱入した無門の圧倒的実力に敗れ去る。
ゴブリン春日（ゴブリンかすが）
【プロレスリング】
極東プロレス社長兼レスラー。本名、岩合文太郎。悪趣味な髭と異様に肥大した僧帽筋が特徴的な巨漢。柔道強化選手の技を無傷で耐えきる耐久力と、人体から指で肉をちぎり取る超握力の持ち主。
幼少時から何かをバラバラにちぎることに歓喜する奇癖があり、小学校でいじめられたのを切っ掛けにその「ちぎり屋」が覚醒した過去を持つ。
マウント斗羽の団体から独立して極東プロレスを旗揚げするが、パトロンである秋田組の要求に逆らったため所属レスラーを潰され、アントニオ猪狩の団体に吸収される形で社を倒産させてしまう。
借金二千万円を返済するため「ゆうえんち」に参戦。
早田繁（はやた しげる）
【プロボクシング】
ボクシングジム経営者で、元Jrウェルター級世界チャンピオン「フラッシュ早田」。ユリー・チャコフスキーとの統一戦を前に不祥事で引退を余儀なくされ、実力と野心は現役時代以上。現在は武器術や蹴り技までも習得している。無門をスカウトするが、神野仁の道場破りにジムを壊滅させられてしまう。
神野仁（かんの じん）
【空道】
不気味な笑みを浮かべたスキンヘッドの青年。生まれつき常人より神経伝達速度が10%速い異能者で、一流ボクサーを子供扱いする戦闘力を持ち、笑顔のまま人に重傷を負わせる残虐性も併せ持つ。
北諸天組の客分として暴力行為を請け負っており、地上げのため早田ジムに来襲して非道の限りを尽くした。
小学生の頃、同じく客分であった父が柳に倒されたため、空道を習得してその命を狙っている。柳の「ゆうえんち」出場を聞きつけ、自身も参戦。
空術
手足の平を真空にして吸い付ける技術。顔に当てれば目が取れ、腹に当てれば骨が見えるまで肉が剥げる。壁や天井にへばりついてヤモリのように移動することも可能。
空弾
神野オリジナルの技術。空掌の密閉性を活かして超高圧力の拍手で空気の弾を飛ばし、機先を制する。
国松
【空道】
本作では今も柳を殺せる実力者として描かれており、その異様な佇まいは妖怪に譬えられる。爪には削岩機のような威力があるほか、殺気の操作も超一流。常に周囲を警戒して散眼を使っており、隙がない。無門に「ゆうえんち」の情報を教えた。
鞭打
国松はこれを左腕の袖で行う。その切っ先は鋭く、鞭にも刃物にも変じる。
空足
柳を殺すために編み出した秘技。右手のフェイントから前蹴りを当てて足で空術を行い、腹部の肉を内臓が露出するほどむしり取る。
寒村東吉（さむら とうきち）
【空道】
謝男より客演。醜い顔と低い知能のために性格までひねくれてしまった男。高校の校長が国松の実兄だった縁から、心身を鍛え直すために空道に放り込まれる。しかし武術の才能は皆無で、ほどなく脱退。その後、柳がヤクザを襲撃する現場に居合わせ、無門に柳の情報を伝えた。
亀の首抜き
ギロチンチョークの空道名。才能のない寒村がただ一つ習得できた技で、謝男で拝一穴を絞め落とした。
蛟黄金丸（みずち こがねまる）
名門私立「聖涼高校」生徒会長を務める美少年。豪奢なウロボロスの紋付きを洒脱に着こなす。その上品な振る舞いと裏腹に異様な力を秘めており、指一本で人体から肉をそぎ取るカウンターを得意とする。
蘭陵王（らんりょうおう）
「ゆうえんち」主催者にして黄金丸の父親。演劇の蘭陵王さながらの仮装に身を包んでいる。権力・財力は言うに及ばず、武力もまた久我重明と称え合うほどの実力者。通常「ゆうえんち」の賞金は一人倒すごとに500万円であるが、彼のみ2億円。
なお、この「蘭陵王」とは襲名制の役職である。明治時代に殺人武術の多くが行き場を失われたため、その継承者たちに思う存分殺し合う場として「ゆうえんち（遊技場）」を提供している。
黄海王（ほぁんかいおう）
【中国拳法】
蘭陵王の客分で、黄金丸の目付役。子供ほどの身長しかないが、牡丹の花を潰さず両足で乗ることができる軽業の持ち主。打岩を上回る修練として、巨岩を棒にまで削る「打針」を考案している。
漫画版では紅山寺の出身で、海王のレベルが落ちる前の世代（つまり烈海王クラスの実力者）であることが明かされた。大擂台賽に出場しなかった理由は、海王制度を貶める武術省に激怒して中国を見捨てたため。
蜻蛉拳（せいれいけん）
蜻蛉の象形拳。急停止・急加速・急旋回を繰り返して相手の死角に入り込み、攻撃する。本気の無門に29分間一発も当てさせないまま殴り続けた。
権藤征次（ごんどう せいじ）、加山文吾（かやま ぶんご）、日村（ひむら）
【空手】
聖涼高校空手部の副将、主将、先代主将。180cm100kg以上の巨漢揃いで、オリンピック級のアスリートをぶちのめすほどの実力者。聖涼高校の支配権を巡って裏番長の黄金丸に挑むが、権堂は前歯を叩き折られ、日村と加山は体重が激減するほど肉を切り飛ばされた。
漫画版では聖涼高校の生徒でなくなり、暴走族「魔十字（マクロス）」の特攻隊長と総長と先代総長になっている。
神野羽矢雄（かんの はやお）
殴られ屋で、「神速子連れ観音」の異名を持つ。息子同様に天性の神経伝達速度を持ち、素人ながらプロ格闘家の打撃を容易に見切って日銭を稼いでいた。
やがて暴力団に囲われて刀や銃撃に対しても殴られ屋を敢行するようになるが、柳との立ち会いで顔面を剥ぎ取られる完敗を喫し、ほどなく自殺。息子の人生を決定づけた。
萩尾玄春（はぎお げんしゅん）
【萩尾流】
漫画版オリジナルキャラクター。明治時代の萩尾流師範。幕府に仕える侍として武芸を磨いてきたが、表の試合では使えない殺人技が多いために警視庁武術試合に出場できず、不遇をかこっていた。草間万次郎との殺し合いを経て当時の蘭陵王にスカウトされ、「ゆうえんち（遊技場）」に出場するようになる。
草間万次郎（くさま ばんじろう）
【竹宮流】
漫画版オリジナルキャラクター。身につけた殺人術を使いたいという欲求に抗えず、通り魔を繰り返す男。殺人現場を玄春に発見されてそのまま立ち会いとなり、激闘の末に敗死する。
龍金剛
【大相撲、モンゴル相撲】
本作では大関時代の姿が描かれている。かつてキャバレーで力剛山に喧嘩を売り、その横死の原因となる致命傷を負わせた。モンゴル相撲の技術も習得しており、「ゆうえんち」に参戦。
座闘
モンゴル相撲の中でも御式内に似た技術。片膝を地に着けることで、片足が破壊された状態でも戦うことができる。
鬼神郡平（おにがみ ぐんぺい）
【空手】
神心回の分派「多久磨塾」で空手を修めた巨漢。中学一年生の時に虐待してくる父を前蹴り一発で制圧した過去を持ち、現在は極道の用心棒となっている。
母の手術費用を捻出するため、そして殺人欲求を満たすために「ゆうえんち」に参戦。
葛城渡流（かつらぎ わたる）
無門の実父。空中ブランコの名手だったが、演技中に点検済みのはずのロープが切れる不可解な事故に見舞われ、二児を残して他界。
葛城津葉沙（かつらぎ つばさ）
無門の実母。本編でも克巳の実母として登場している。
夫ともども空中ブランコの名手で、かつてサーカスのアイドルであったという。神奈村正助と再婚するが改名を拒み、葛城姓を貫く。
葛城正介（かつらぎ しょうすけ）
無門の義父。旧姓「神奈村」。本編でも克巳の父として登場している。
かねてから津葉沙を狙っており、自分が葛城姓を名乗ることを条件に結婚。しかし家庭内暴力を振るい疎まれていた。
ライオンを素手で痛めつけて調教する猛者だが、無門の失踪直後、なぜか自分より弱いはずのライオンに殺害される。
加奈村狂太（かなむら きょうた）
【御式内】
葛城正助の実弟。常にツイードのスーツと銀縁の丸眼鏡を着用している。
本職は数学者で、格闘においても相手の行動を読んで数学的に攻略していく。火器で武装した軍人崩れのテロリストを素手で制圧し、人食いライオンも軽く絞め落とす実力者。
アメリカの高校で数学教師をしていたが、兄の死因は無門にあると読み、無門を追って「ゆうえんち」に参戦。
羽鳥薫（はどり かおる）
【忍術】
時代錯誤な黒装束に身を包んだ忍者風の男。作中でもその服装は本物の忍者のものでないと指摘されている。
しかしその実力は本物で、軽妙な話術と身のこなしで相手を翻弄し、死地に追いやっていく。日常に満足できない戦闘中毒で、戦闘欲を満たすため「ゆうえんち」に参戦。
愚地独歩
【空手】
地下闘技場で勇次郎と戦う少し前にあたり、両目健在。克巳の実兄である無門に浅からぬ縁を感じており、助力する。
御触れ打ち
当てる場所を予告してその通りに当ててしまう技。本編で刃牙や勇次郎も不可避だった高等技だが、事前に相手に打たれる覚悟を与えてしまうという欠点がある。
連撃五段打ち
普通なら拳一つを打つ時間で、五発の突きを胴に打ち込む。
タケミカヅチ
【相撲】
古事記に登場する神その人。本作ではタケミナカタにかつて敗北したという設定。
雪辱のため海外に武者修行に出かけ、二千年前から定期的に日本へ復讐戦に来るようになった。戦闘の際には配下の「十二神将」を尖兵とし、その都度元寇や弥助や龍金剛の肉体を使って降臨させている。
現代に至ってもいまだ戦意は衰えておらず、無門らに襲いかかる。

## バキ外伝 -疵面-
花山薫
この作品の主人公。この外伝では、ヤクザとしての生活と戦いを見せる。『グラップラー刃牙』本編と比べて、発言することが少ない。詳細はリンク先を参照。
木崎
花山組の屋台骨を支える若頭。任侠の鑑とも言える花山の高潔な生き方に心底惚れ込み、常に行動を共にする懐刀。スマートな外見に反して花山の凄みを前にしても一歩も退かない豪胆の持ち主。
国立大学出身（花山以外には秘匿していたが、「刃牙道」では徳川から語られている）の学歴を買われて花山の学業アドバイザーを努め、冬休み終了間際まで山積みだった宿題のサポートでは抜群の指導力を見せた。また花山の入れ墨を隠すため水着を特注したり、通知表の成績に対し厳しく叱責するなど、平時の親代わりとして成長を見守っている。
ヒロシ
花山の中学・高校時代の下っ端で、花山に顎を割られて以来、復讐を志して花山薫を研究していた男。3年間体を鍛え上げ、藤木組の構成員を倒して代紋のついたバッジを奪う「金バッジ狩り」になり、ついには花山に対決を挑むも、まったく歯が立たず、逆に強烈な前蹴りによって吹き飛ばされる。鍛えていたおかげで大怪我を免れ、花山に名前を覚えられていたことに感激し、最後には感謝を表す。
上田光輝（うえだ みつてる）
特技は喧嘩。ヤクザを夢見て花山組に入ろうとするが、「一から修行」と言われ不服であった。だが、その後花山と出会い、花山の実力を知り男を磨くために花山組傘下となる。実力は本物で、手刀で瓶を切り、電話帳を破り、10円玉を曲げられるが、花山の超人的な身体能力を見慣れている組員には全く驚かれない。田中KENと共に行動することが多い。
田中KEN（たなか ケン）
花山組構成員。17歳。花山組では、上田より1つ先輩の下っ端。堀尾吉晴、レックスとは同級生だった。初めての舎弟が嬉しかったのか上田に関しては親身で、いい兄貴分に成長している。生死をさまよう手術を受けた直後の花山に呼び出しを受けても、何の疑いもなく外出の用意を持っていくなど、考えの足りないところがある。
堀尾吉晴（ほりお よしはる）
17歳。田中KEN、登倉竜士とは幼馴染み。登倉が求める痛風による激痛以上の激痛を与えてくれる強者を探して東京を訪れ、紆余曲折を経て花山薫と出会うことになる。
登倉竜士（とくら りゅうじ）
17歳。通称、レックス。その呼び名のとおり花山と比べても2回りほども大きな体格を持ち、顔に大きな傷がある。が、その実、全く無邪気で温和な性格をしており、後述の源王会との抗争以外では、自ら戦いを挑んだ描写は無く、普段は病院で入院生活を受けている。
堀尾、田中とは幼馴染であり、「地元最強のタメ年」として名を馳せていた。13歳の頃より患った痛風に苦しんでおり、電車を脱線させるほどの大暴れをしていた。この一連の騒動は、最凶死刑囚編と同時期に起きており、徳川光成曰く、レックスの大暴れも一つのシンクロニシティである。痛風による苦痛を紛らわせるため、格闘による痛みを求めて堀尾と主に強者を探し、花山と闘って目的を遂げた。その後は花山と友人関係となり、共に酒を飲んだり、凶弾の嵐に倒れた花山を特殊部隊から助け、友達だからという理由で敵討ちに出向くなどしている。なお、痛風の痛みには耐えられないが、闘いにおいては痛みは意に介さず驚異的な打たれ強さを持つ。
空港内でG.Mと対峙し、非常に凶悪で好戦的な態度を見せた。相手の催眠攻撃を大声を上げることでかわし、巨体に不釣合いなフットワークを繰り出すなど、高い潜在能力でG.Mを戦慄させ、ジャック・ハンマーと誤認させるほどの印象を与えた。G.Mの本気の攻撃に対しても怯まず、鼻を千切り取られてしまうが、驚異的なタフネスさで全て受け抜き、そのパワーでG.Mを滑走路に叩き付け続けてG.Mのギブアップにて勝利した。
花山景三（はなやま けいぞう）
花山薫の父親。藤木組舎弟頭、花山組初代組長。
長ドスの使い手で、死の直前の討ち入りでは片手で源王会七代目会長を討ち取っている。敵対組織「源王会」への討ち入り前に、身の危険を案ずる妻（花山の母）を張り倒して出ようとする際、母を守ろうとする花山に左腕を掴まれる。息子の力に驚くものの、本気を出せと命じ、握撃で腕を潰される。妻に手当を受けるよう懇願されるが、息子の成長の証であるとして応じず、その成長を喜んでいた。そして最後に優しい父の表情をのぞかせ、花山に母を頼むとのみ伝えてそのまま討ち入りへ向かい、帰らぬ人となった。享年41。
清水治郎（しみず じろう）
藤木組若頭、清水組々長。『グラップラー刃牙』幼年編にも登場し、花山の強さを説いた。マスター国松が源王会8代目会長の弟子であることを知らずに暗殺を依頼したため、逆に罠にはめられてしまい、部下共々凶弾に倒れる。しかし、死の間際に秋田組長に重要な手掛かりを残した。
秋田太郎（あきだ たろう）
藤木組五代目組長。81歳。趣味は魚釣り。花山一家の良き理解者で、花山から非常に慕われている。
花山たちを含む極道のトップに君臨する人物であり、田中曰く「ゴッドファーザー」。清水の死を皮切りに、源王会並びにマスター国松との全面戦争を決意する。
ナットー・L・ネルーニョ
「世界最強の暗殺者」と呼ばれる男。生まれはアフリカの紛争地域。多くの裏社会の大物たちを育て上げ、偉大なる指導者（G.M〈グランドマスター、ジーエム〉）と呼ばれる。オカマ言葉をしゃべり、先天性の過度な筋肉の発達により骨格の成長を抑制しているため身長は推定1m以下。また歯がなく、頭髪もカツラ。過剰な男性ホルモンの分泌を抑えるため、大量のホルモン剤を服用している。
巨大暴力組織「源王会」の八代目会長として、花山景三に殺害された七代目の後任を務める。ヤクザからは、ヤクザを相手に孤軍奮闘するオカマと捉えられているが、その正体は世界中の裏社会組織や警察機構に手先がいる巨大な秘密結社「N.O.N」の首領。天文学的な人間を殺害していながら、自身の腕や組織の力を利用し、証拠を残しておらず前科もない。花山薫から不死身の因子を見つけ出すため、および日本支配のために源王会の会長に就いた。
戦闘能力は極めて高く様々な暗殺術を有する。打撃・関節技に精通しているだけでなく、片手で人頭を握りつぶす超握力を持つほか、忍術を使い、指や掌を鳴らして周囲の者に幻覚を見せることが可能。また、組織の力を自身の実力として躊躇なく使用し、対戦中に相手を部下に狙撃させるなど、最凶死刑囚とも一線を画す戦い方をする。
性格は猟奇的で、自らの愛玩するペット（レッサーパンダなど、ペットとしては珍しいものを飼っている）のペンギンを調理させて食べたりしていた。また花山と市街地で戦った時にはカップルを人質にとった挙句に殺害するなど凶悪性を見せている。勇次郎を崇拝しており、自邸に巨大な肖像画を掲額している。また、勇次郎のクローン製造を計画しているが、毛髪しか手に入らないため計画は進んでいない。
花山との街中での初戦では、民間人が周囲に多いために実力を発揮できない花山を相手に有利に戦い、部下の銃撃を浴びせ瀕死に追い込むことに成功する。その後、花山の復讐に燃えるレックスと遭遇。まもなく、復活した花山とも対峙する。花山と戦うためにレックスを一蹴しようとするが、部下を殲滅され、自身も催眠攻撃を破られた上に思わぬ苦戦を強いられ、レックスをジャック・ハンマーと勘違いするなど迷走し旗色が悪くなる。その後、薬で抑えていた自身の筋肉膨張が始まり命の危機を迎えるが、逆にそれを戦闘力向上に利用する賭けに出、レックスおよび花山と決着をつけようとするが、レックスのタフネスを崩すことはできず敗れた。
マスター国松
本作ではG.Mの弟子にして掃除屋、すなわち暗殺者という設定。殺人など凶悪な犯罪行為が多いが、司法や警察関係に顔が利くため罪に問われない模様。
師であるG.Mの暗殺を依頼しにきた清水を逆に殺害し、さらに配下の武術家たちに藤木組の殲滅を命じる。その後は道場を離れ、G.Mの側近として行動を共にし、彼の犯罪をもみ消す事後処理を担当。しかし、G.Mの作戦にかかる費用を心配したり、彼の進める勇次郎のクローン計画とそれに必要な莫大な資金を知って動揺するなど、G.Mの資金浪費には愚痴をこぼしている。
G.Mと登倉竜士の闘いをG.M側の人間として見届けるが、科学理論など常識にとらわれているためその領域を逸脱した登倉および花山薫の実力に驚いてばかりいる。G.Mが優勢になった隙をついて花山に毒針による暗殺を仕掛けるが、握撃による強引な解毒で失敗。逃げ込んだ車ごと花山に押し出され海中に没した。なんとか車中から脱出したが、花山に恐れをなし「もう絡みたくない」と語る。
マスタージハド
国松の身辺警備をしている黒いスーツを着た部下。アラブ系らしくモミあげ髭に褐色の肌をしている。
手術後復活した花山に、本拠地にしていたビルを襲撃され、部下もほぼ皆殺しにされる。最終的に司令室に乗り込んだ花山と一騎討ちになり、拳銃で応戦。花山のパンチを3度に渡ってかわしながら推定17発の弾丸を撃ち込む戦闘能力を見せるも、顔面に花山の拳を喰らい、そのまま壁を突き破ってビルから落下した。その後の生死は不明。
アーサー中尉
マスタージハドの部下。彼の隊のオペレータを担当していた。前線に立たない役割であるためか、マスタージハドと花山薫との戦闘を見て頭を抱え込んで縮こまり援護をしなかったり、マスタージハドに勝機が見えた途端に加勢し始めるなど国松の部下にしては臆病である。マスタージハドが倒された際に、花山に睨まれ悲鳴をあげて降参する。

## バキ外伝 創面
花山薫
この作品の主人公。倉鷲高校の1年生に編入し、騒動に巻き込まれながらもごく普通の善良な学生として自分なりに真面目に努めようとする。不良たちからはテッペンにいる存在として恐れられている。
木崎
花山組若頭。勉学の苦手な花山の学業を見ている。
詳細は#バキ外伝 -疵面-参照。
芳賀ケンイチ（はが ケンイチ）
倉鷲高校3年で、一応、舎弟二人を率いる番長をしている。喫煙による停学処分が解けて登校する際に、地元の不良の実力者たちから謎の盛大な見送りを受けて動揺するが、その原因が、花山をよく知らない舎弟らが花山からも「出所祝い」の「カンパ(カツアゲ)」をし、さらには花山がそれに財布まるごと寄付・出所祝いまで用意したために一目置かれたのだと知って驚愕。花山に土下座で謝罪をするが、善良な学生生活を送ろうとする花山は全く気にしていなかった。
以降も度々登場するが、腕っ節は強いわけでもなく、ほかの人物からの逆襲などに遭う場面が多い。
井森洸一（いもり こういち）
倉鷲高校生。ヌンチャクやナイフをはじめ様々な武器を所有する武器マニアの少年。自己顕示欲が強く、恐喝してくる芳賀を逆にナイフで脅したりしていた。
非武装の喧嘩師だという花山にスタンガンやカミソリを用いたトラップを仕掛けて嫌がらせを行い、手製のクロスボウをもって花山と対面。花山をクロスボウで脅して屈服させようとしたが、逆に花山が懐に隠し持っていた「相手に使わせるための」手榴弾や銃と言った武器を渡され、花山が背中を向けて座り込み「好きなだけ使え 終わったら言え」といってのけた威容に圧倒されてしまう。そのまま失禁しながら戦意を喪失した。
火野靖國（ひの やすくに）
31歳。不良生徒による教師の死亡事故発生の現場を鑑みて発行された体罰許可証を与えられた教師。芳賀をはじめ校則違反の生徒に容赦なく平手打ちなどを食らわせ、傷跡をはじめ目立つ風体の花山にも突っかかったが殴ってもまるで効かない花山の威容に体が恐怖を覚えてしまい、思わず身を丸めてしまう。その後は体罰許可証を返上し、自分のあだ名が「タワー・オブ・テラー」だと知ると教職を辞した。
北嶋（きたじま）
中体連での水泳優勝経験者。学校の水泳の授業で全身型の水着を花山が着用し「記録を狙っている」といったことで、教師の命令で花山と水泳対決。体形を見るに水泳慣れしていないであろう花山を侮蔑したが、花山のジャンプ力と飛び込みの衝撃波・水をかく花山が起こす高波に巻き込まれて溺れてしまい勝負に敗れた。
助川仙吉（すけがわ せんきち）
殺し屋の老爺。小柄ながら、日本刀で人間を一撃で真っ二つにすることから「ハーフカット」の異名を持ち、「業界一ギャラの高い男」と言われているという。気弱な老教師を装って倉鷲高校に潜入し、花山と二人っきりになったところを正面から殺そうとするが、刀を抜こうとしたところを花山の握力によって刀を鞘から抜かせてもらえず、足を折られて戦闘不能に。校内での諍いを嫌う花山によって、かなり不自然な見た目の腹話術の人形に変装させられ、抱きかかられながら校外に連れ出されてタクシーに乗せられて帰された。
杉村冴梨（すぎむら さえり）
倉鷲高校1年A組女子16歳。花山に告白してきたが、無用に一般人を巻き込むことを嫌う花山がわざと強引なキスなどを行い、花山のことを諦めた。
浪速親方（なにわおやかた）
元は相撲の大関「雷王」で、将来は横綱確実と言われていたが先代の急逝により親方となった。倉鷲高校に沼尾武志を見るために訪れ、同時に花山と遭遇。花山の強さに驚き勧誘するが、後に花山が浪速部屋のタニマチだと知って勧誘を諦めた。
沼尾武志（ぬまお たけし）
倉鷲高校2年。「靑き怪物」「才能なら雷王以上」「怪童」と称される相撲の才能を持った少年。花山に相撲を挑むも、花山に手を抜かれたことに怒るが、浪速親方に「君が傷つかないように気遣っていた」と諭された。
門間（もんま）
倉鷲高校3年剣道部主将。祖父から剣道を習って現在は剣道四段であり、「娯楽（たのしみ）」として、倉鷲高校に絡んでくる他校の不良を専守防衛で撃退する実力者。倉鷲高校生に絡む者が花山の存在によって減ったと知り、自分の楽しみを減らした花山と対峙。どちらが母校の防衛を請け負うかで花山に青竹を持って決闘を挑もうとするが、花山に真剣を渡され、青竹を一振りでバラバラにする花山を見て実力差を悟る。決闘を断念し、そのまま花山に母校の専守防衛をお願いされた。
有下零務（ありした れいむ）
18歳。「零（ゼロ）」のあだ名を持つ不良の大男。凶器を持った多人数を相手に素手で殺しを行った伝説を持ち、未成年だったことと素手ということもあって罪が軽くなって出所した。いざ出所すると自分の縄張りが花山のものになっていたことに激高し、花山を呼び出して決闘。その拳で体勢をぐらつかせるパワーを見せたが、花山によるその偉丈夫への敬意として全力だが拳ではない張り手のもと、一撃で沈められた。
竹林 巌（たけばやし いわお）
倉鷲高校生。男の肥満児ながら女生徒の制服のため先生たちの悩みの種。花山をヤクザだと嫌っていたが、花山の優しさを見て火がついてしまった。
若草気一郎（わかくさ きいちろう）
高校教諭。いわゆる夜回り先生で、夜をいく若者たちや警官からも慕われている。バーで見かけた花山を未成年と見抜き、補導しようとする。その最中、若草の存在によって少女に売春をさせている家業に問題が出来たことで恨みを持つ者に殺されそうになったところを花山に助けられ、補導は諦めた。
田部井（たべい）
倉鷲高校生。芳賀にパシリにさせられ、周囲にあざ笑われていたことで激高し、熊にも見える巨躯を持つペットのチベタン・マスティフ「キング」を連れて同級生に逆襲しようともくろむ。キングに芳賀を襲わせようとしたが、花山に阻止され、キングは花山の強さの前に服従し、その復讐は失敗した。

## バキ外伝 ガイアとシコルスキー〜ときどきノムラ 二人だけど三人暮らし〜
大家
ガイア / ノムラが住むアパートの大家。たまにカレーのおすそ分けを行う、良好な関係を築いてる。ガイアの友人と紹介されたシコルスキーに家事を手伝ってもらうといった天然な面が見受けられるが、シコルスキーとガーレンの一発触発の空気をガイアから聞いたロシア語の「ダヴァイ」だけで両者を落ち着かせ、戦いを止める優れたコミュニケーション能力を持っている。